# Stachelschweine
Die Stachelschweine (Hystricidae) sind eine Familie von Nagetieren mit 11 Arten, die in Teilen Asiens, Afrikas und auch in Südeuropa vorkommen. Die Tiere gehören mit Körperlängen von bis über einen Meter zu den größten Vertretern der Nagetiere weltweit. Sie zeichnen sich durch Stacheln auf dem Rücken und am Schwanz aus, die sich aus umgewandelten Haaren entwickelt haben und entsprechend aus Keratin bestehen. Diese Stacheln werden passiv und auch aktiv gegen potenzielle Feinde eingesetzt. Die Tiere sind generell nachtaktiv und ernähren sich von Pflanzenteilen. Anders als die meisten Säugetiere bilden Stachelschweine monogame Paare, die mit ihrem gemeinsamen Nachwuchs Familiengruppen bilden.
Der gelegentlich anzutreffende Name „Altweltliche Stachelschweine“ ebenso wie die englische Bezeichnung „old world porcupines“ soll die Tiere von den amerikanischen Baumstachlern oder „Baumstachelschweinen“ abgrenzen.

## Merkmale

### Äußere Merkmale

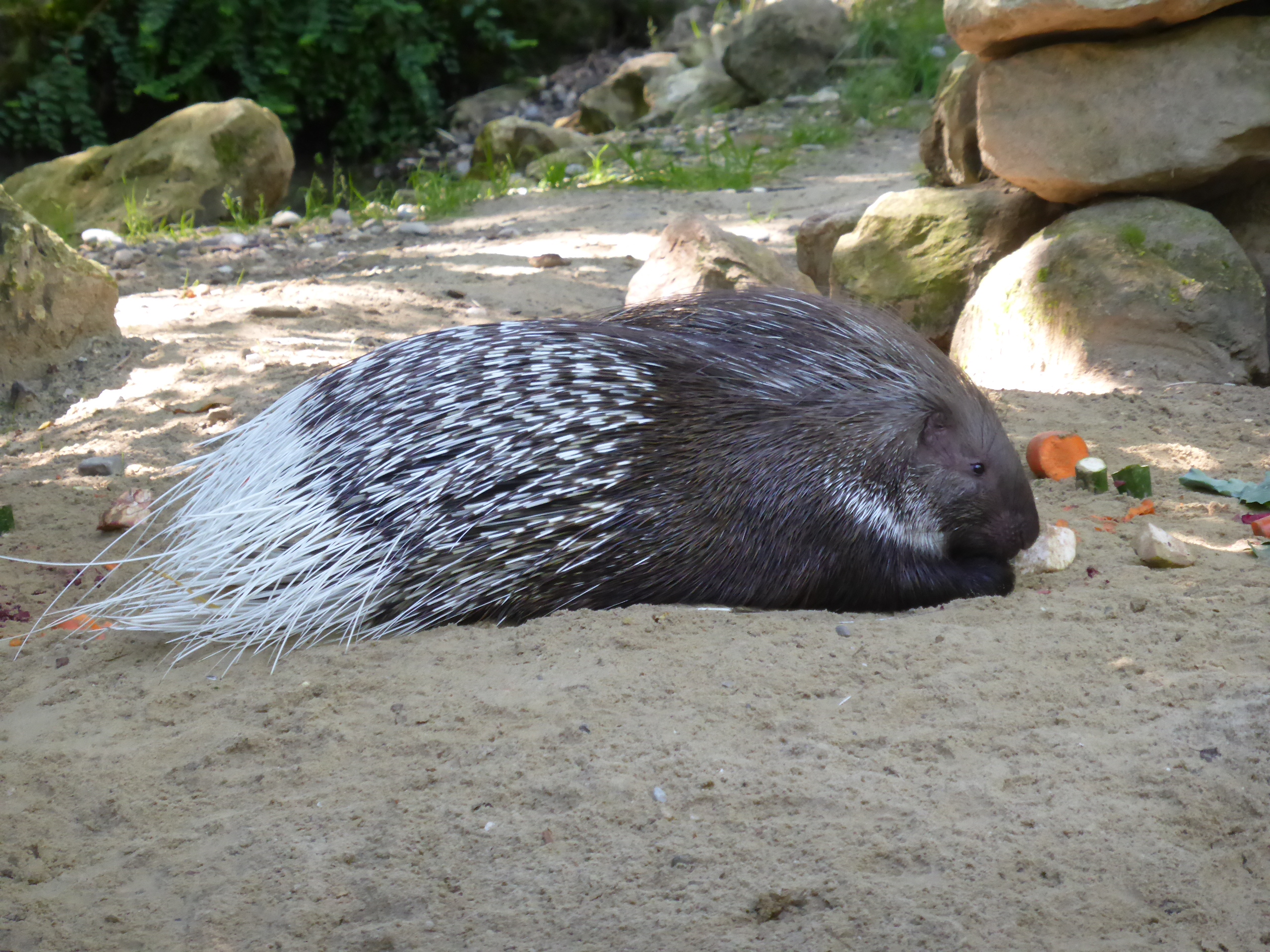
Indisches Weißschwanz-Stachelschwein (Hystrix indica)

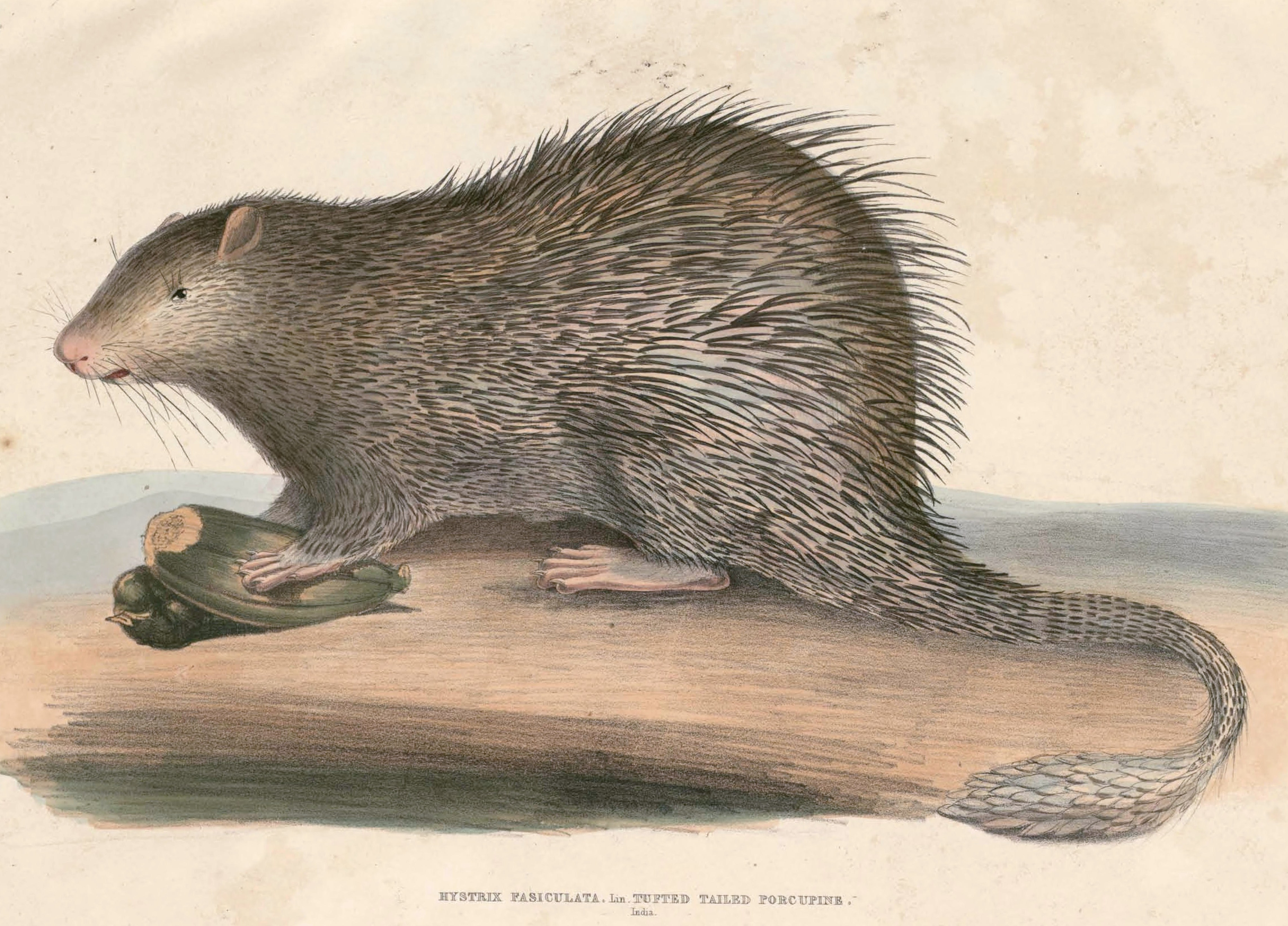
Pinselstachler (T. fasciculata), Zeichnung von Thomas Hardwicke um 1833

Die Stachelschweine sind mittelgroße bis große Nagetiere. Einige der Arten gehören neben den Capybaras und den Bibern zu den größten Nagetieren der Welt und sind die größten Nager in Europa, Asien und Afrika. Vor allem das Südafrikanische Stachelschwein kann eine maximale Körperlänge von über einem Meter bei einem Gewicht von 10 bis maximal 24 Kilogramm erreichen. Die kleinsten Arten der Pinselstachler (Trichys) und der Quastenstachler (Atherurus) wiegen dagegen nur etwa 1,5 Kilogramm und erreichen eine Gesamtlänge von weniger als 50 Zentimetern. Innerhalb der Stachelschweine unterscheiden sich die Arten der Gattung Hystrix deutlich von denen der manchmal als Atherurinae zusammengefassten Pinselstachler und der Quastenstachler. Erstere sind stämmig gebaut, mit kurzen Beinen und kurzen, im ausgeprägten Stachelkleid versteckten Schwänzen. Dagegen sind die Arten der Atherurinae in der Regel kleiner, mit schlankerem und rattenartigem Körper und längeren Schwänzen sowie weniger stark ausgeprägtem Stachelkleid. Ein Sexualdimorphismus ist bei den Arten nicht oder nur sehr gering ausgeprägt, die Männchen und Weibchen sind entsprechend schwer unterscheidbar. Die Augen und Ohren der Tiere sind nur klein ausgebildet, die Vibrissen des Gesichts sind lang und starr.

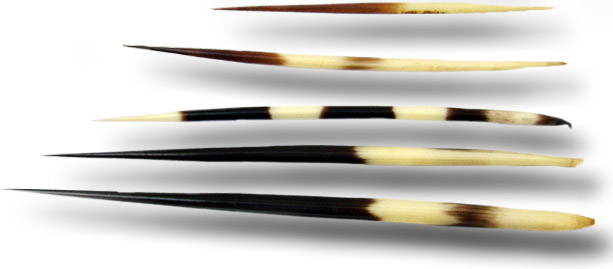
Stacheln des Stachelschweins

Die meisten Arten sind in der Körperfärbung braun bis schwarz, bei einigen Arten sind die Stacheln weiß und schwarz gebändert und geben den Tieren entsprechend eine schwarz-weiße Färbung. Die Haare sind borstig und häufig zu auffälligen Stacheln umgewandelt, die bei allen Arten vorkommen und je nach Art Teile des Körpers oder den vollständigen Körper bedecken. Die Stachelschweine haben mit Stacheln von bis zu 30 Zentimetern Länge die längsten Stacheln aller Säugetiere, bei denen die Stachelbildung in verschiedenen Gruppen mehrfach unabhängig voneinander entstanden ist. So finden sich konvergente Bildungen innerhalb der Kloakentiere bei den Ameisenigeln, innerhalb der Insektenfresser bei den Igeln, innerhalb der Tenrekartigen bei den Igeltenreks und innerhalb der Nagetiere auch bei den amerikanischen Baumstachlern oder Neuweltstachelschweinen (Erethizontidae), die mit den Stachelschweinen nicht näher verwandt sind. Im Haar- und Stachelkleid der Stachelschweine findet man verschiedene Arten von Haaren und Stacheln: weiche Wollhaare, steifere Haare, flache Borsten, dicke, sehr elastische, lange Borsten (Fühlborsten) und starre, lange runde Spieße. Die Stacheln variieren dabei je nach Art sowie nach der Position am Körper in der Länge, der Dicke, der Form und der Färbung, sie sind alle spitz und dienen der Verteidigung. Die Spießstacheln haben einen runden Querschnitt mit einer schwammartigen inneren Struktur, die von einer hornigen keratinreichen Schicht umhüllt ist. Der größte Durchmesser der Stacheln liegt in dessen Mitte, zu beiden Seiten verdünnt sich der Stachel und die Spitze ist mit Widerhaken besetzt. Die Stacheln sind in einer Muskelschicht unter der Haut verankert, durch die sie aufgestellt werden können. Daneben besitzen die Tiere flexible Fühlborsten, deren größter Durchmesser sich im Bereich der Basis befindet und deren Länge mit bis zu 50 Zentimetern die Länge der Stacheln deutlich übertreffen kann.
Die Schwanzlänge ist generell verhältnismäßig kurz und beträgt 13 bis 50 % der Körperlänge. Den längsten Schwanz hat der Pinselstachler mit etwa der Hälfte der Körperlänge, der im englischen Sprachraum als „Long-tailed Porcupine“ bekannt ist. Der Schwanz ist bei allen Arten mehr oder weniger stark mit Stacheln bedeckt, die bei einigen Arten zu Stachelquasten mit zu Rasseln umgebildeten Stacheln ausgestaltet sind. Die Stacheln der Schwanzquaste sind besonders ausgebildet und besitzen einige artspezifische Charakteristika. Bei den Pinselstachlern (Trichys) sind sie als abgeflachte und weiche, pinselbürstenähnliche Borsten ausgebildet. Die Quastenstachler (Atherurus) haben hohle und plättchenartig geformte Borsten in der Schwanzquaste und die Hystrix-Arten besitzen dicke, hohle und kapselartig gestaltete Quastenstacheln, die bei einer Bewegung des Schwanzes ein lautes und rasselndes Geräusch erzeugen. Bei den Hystrix-Arten kommen zudem bis zu 30 Zentimeter lange Borsten vor, die den Kopf und Nacken bedecken und einen deutlich ausgeprägten Kamm bilden.
Die Beine der Tiere sind vor allem bei den Hystrix-Arten kurz und stämmig mit nackten Fußsohlen an den Vorder- und Hinterfüßen. Alle vier Füße haben jeweils fünf Zehen, die in verhornten Klauen enden, der Daumen (Pollex) ist allerdings verkleinert. Die Weibchen besitzen zwei bis drei Paare seitlicher Zitzen, wodurch die Jungtiere diese auch erreichen können, wenn das Muttertier auf dem Bauch liegt.

### Merkmale des Schädels und des Skeletts

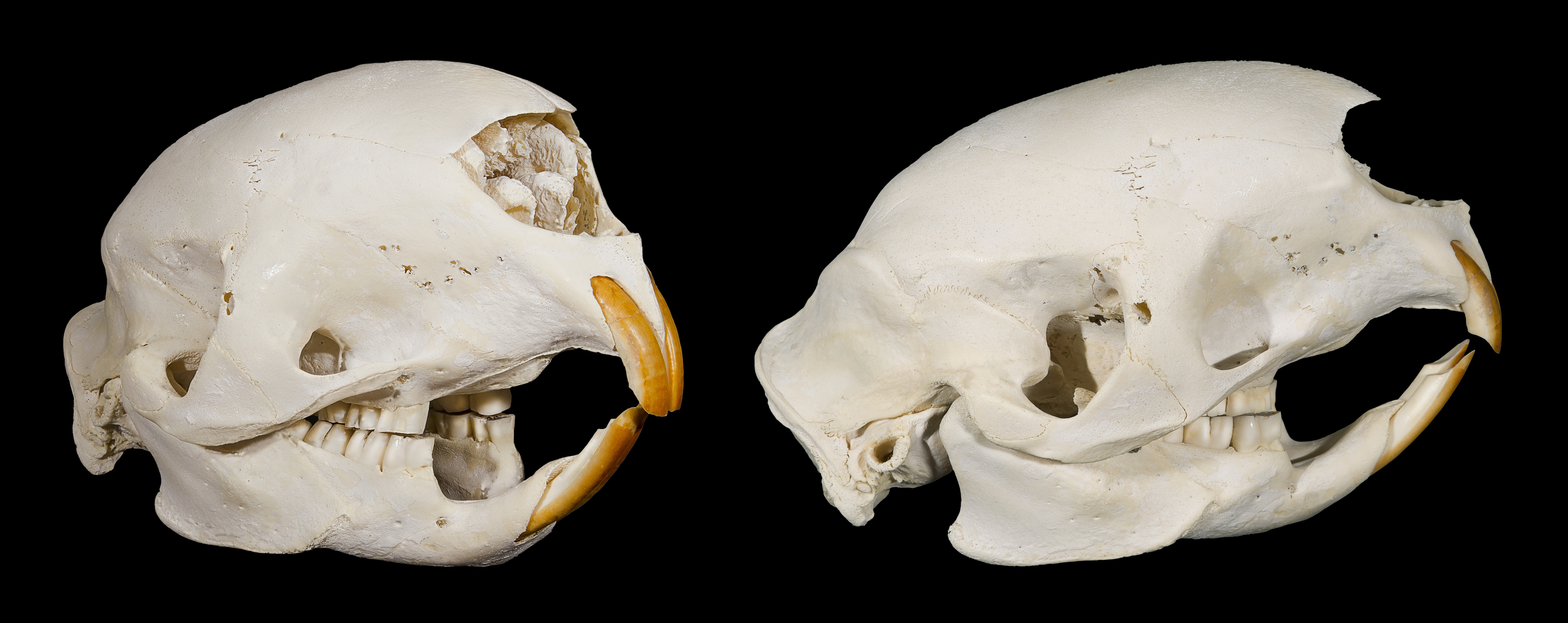
Schädel des Gewöhnlichen Stachelschweins (Hystrix cristata)

Der Schädel der Stachelschweine ist kompakt und hoch gebaut mit sehr breiten Kiefern, an denen die Kaumuskulatur ansetzt. Sie unterscheiden sich als Hystricognathi von Nagetieren anderer Taxa durch einen so genannten hystricomorphen Schädel- und Muskelbau und eine entsprechende Ausgestaltung des Unterkiefers und des Schädels. Das namensgebende Merkmal ist der hystricognathe Unterkiefer: Der vom Hinterende des Unterkiefers auswachsende Winkelfortsatz steht nicht in einer Linie mit dem Rest des Kiefers, wie es bei anderen Nagetieren mit sciurognathem Kieferbau der Fall ist, sondern ist seitlich und breit abgewinkelt. Der Massetermuskel (Musculus masseter) ist zweiteilig, wobei ein kurzer Strang vom Unterkiefer zum Jochbogen zieht und ein längerer und tiefer liegender Teil durch das vergrößerte Foramen infraorbitale („Unteraugenloch“) zum vorderen Augenrand führt. Innerhalb der Familie gibt es zudem die Tendenz zu einem flacheren Gesichtsschädel und größeren Nasenbeinen, die bei den Pinselstachlern und den Quastenstachlern noch klein, bei den Vertretern der Hystrix-Untergattungen Thecurus und Acanthion vergrößert und bei den Arten der Untergattung Hystrix deutlich vorstehend sind. Die vergrößerte Nasenhöhle, der Oberkiefer und das Tränenbein sind bei diesen zudem durch Lufträume aufgebläht, die wahrscheinlich eine Anpassung an die trockenen und heißen Habitate der Tiere darstellen und das bessere Auffinden von unterirdischen Knollen ermöglichen.
| 1 | · | 0 | · | 1 | · | 3 | = 20 |
| 1 | · | 0 | · | 1 | · | 3 | = 20 |

Die Tiere besitzen ein typisches Nagetiergebiss mit zu Nagezähnen umgewandelten Schneidezähnen (Incisivi) und eine darauf folgende Zahnlücke (Diastema). Sowohl im Oberkiefer als auch im Unterkiefer folgen pro Hälfte je ein Prämolar sowie drei Molaren. Insgesamt verfügen die Tiere damit über ein Gebiss aus 20 Zähnen. Die oberen Schneidezähne sind groß und proodont, sie besitzen keine Furchen und sind daher an der Vorderseite glatt. Die Kauflächen der oberen Prämolaren und Molaren besitzen jeweils drei äußere und eine innere Schmelzschicht, die unteren jeweils drei innere und eine äußere Schmelzschicht. Diese Schichten nutzen sich im Laufe des Lebens unterschiedlich ab, wodurch Inseln verschiedener Schichten auf den Kauflächen entstehen. Bei den Pinselstachlern und den Quastenstachlern sind die Molaren flachkronig und sie besitzen nur kleine Zahnwurzeln, die Zahnkronen der Mahlzähne bei den Hystrix-Arten sind dagegen hochkronig und sie verfügen über größere Wurzeln.
Das postcraniale Skelett entspricht dem typischen Nagetierskelett und weist keine familientypischen Besonderheiten auf. Vor allem bei den größeren Arten ist es sehr kräftig gebaut, die Füße setzen mit der gesamten Fußfläche auf dem Boden auf (plantigrad).

## Verbreitung und Lebensraum

Verbreitungsgebiete der Stachelschweine

Das Verbreitungsgebiet der Stachelschweine umfasst das tropische und subtropische Asien sowie Teile von Afrika mit Ausnahme der Wüstengebiete der Sahara, eine Art kommt auch in Europa in Teilen Italiens und auf Sizilien vor. Die meisten Arten leben in Südostasien, wobei einige der Arten endemisch auf einzelnen Inseln oder Inselgruppen von Indonesien und den Philippinen vorkommen. In Afrika leben drei Arten, das Gewöhnliche Stachelschwein (Hystrix cristata) wurde zudem wahrscheinlich zur Zeit des Römischen Reiches in Italien eingeführt. Das Verbreitungsgebiet des Indischen Weißschwanz-Stachelschweins (Hystrix indica) reicht vom östlichen Mittelmeerraum über Zentralasien bis nach Indien, Nepal und den Süden der Volksrepublik China.
Stachelschweine kommen sowohl im küstennahen Flachland als auch in Bergregionen bis in Höhen von 3500 Metern vor. Obwohl die Arten teilweise sehr spezifische Lebensräume besiedeln, sind sie als Gesamtheit in verschiedensten Habitaten zu finden, und insbesondere die Hystrix-Arten können in deutlich voneinander abweichenden Lebensräumen angetroffen werden. Sie leben im küstennahen Gebüschland und mediterranen Dünengebieten, warmen und kalten Savannengebieten und trockenen Halbwüsten sowie Wald- und Regenwaldgebieten des Flach- und Berglands. Hystrix-Arten leben zudem teilweise in Akazien- und Brachystegia-Beständen und auch in landwirtschaftlich genutzten Flächen sowie nahe menschlicher Ansiedlungen. Die beiden Quastenstachler-Arten kommen dagegen nur in tropischen Regenwaldgebieten in Asien und Afrika vor.

## Lebensweise

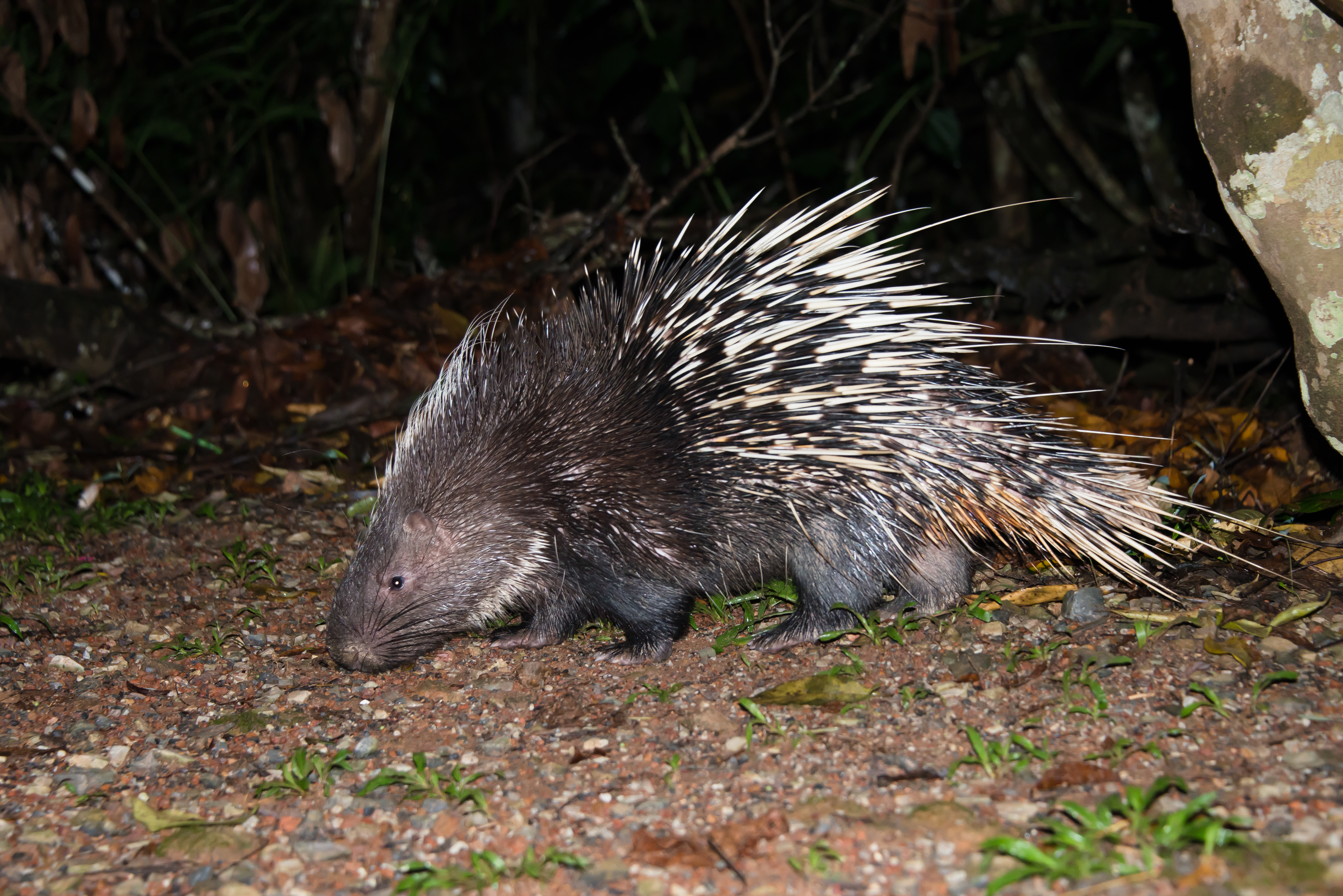
Malaiisches Stachelschwein (Hystrix brachyura)

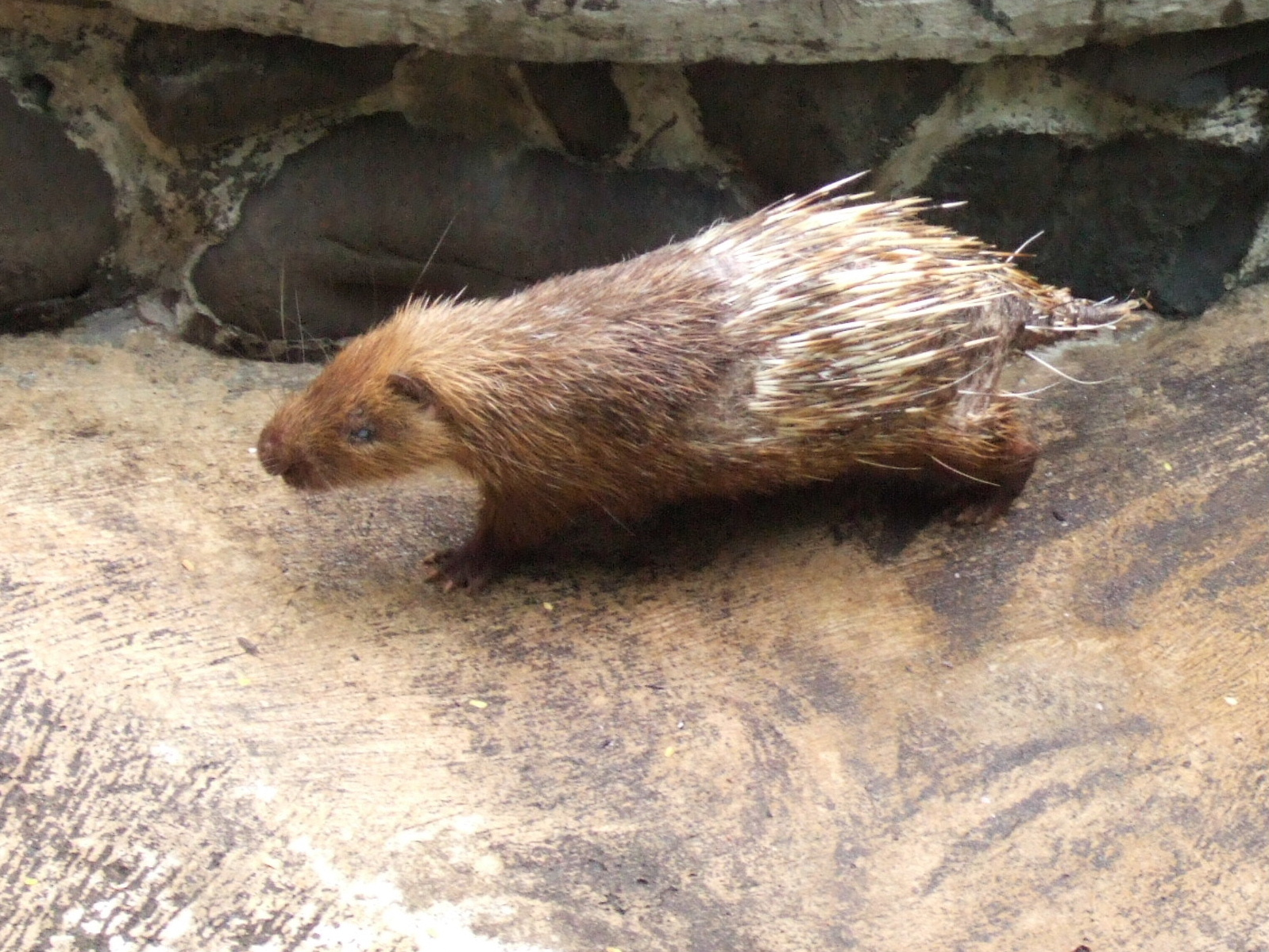
Sunda-Stachelschwein (Hystrix javanica)

Alle Arten der Stachelschweine leben primär am Boden, nur der asiatische Pinselstachler (Trichys fasciculata) kann auch auf Bäume klettern. Die Tiere sind nachtaktiv und verbringen ihre Aktivitätsphase mit der Nahrungssuche und dem Fressen. Sie bewegen sich in der Regel entlang regelmäßig genutzter Pfade, wobei sie teilweise lange Wege zurücklegen. Manche Arten graben Gänge und Baue, andere verbergen sich in Felsspalten oder in verlassenen Bauen anderer Tiere. Den Tag verbringen die Stachelschweine in den Bauen und Verstecken, in denen sie ein Nest aus Pflanzenmaterial anlegen. Stachelschweine sind Sohlengänger (plantigrad), sie treten also mit dem gesamten Fuß auf. Dadurch entwickeln sie eine wackelige Gangart, wenn sie gestört werden und schneller laufen. Mit Ausnahme des Pinselstachlers reiben sie zudem beim Laufen ihre Schwanzstacheln aneinander und stampfen mit den Füßen auf, wenn sie sich bedroht fühlen.
Alle Arten der Stachelschweine, von denen das Paarungsverhalten bekannt ist, sind monogam und haben entsprechend über ihre Lebensdauer nur einen Partner. Gemeinsam mit ihren Jungtieren und subadulten Nachkommen bilden die Paare Familiengruppen von 2 bis 14 Individuen, in denen sie bis zu ihrem Lebensende leben. Obwohl sie in der Regel einzeln auf Nahrungssuche gehen, treffen sie sich häufig in Gruppen an den verfügbaren Nahrungsquellen. Zudem ist auch bei diesen Tieren in Gefangenschaft ein soziales Fremdputzen zu beobachten. Bei den Quastenstachlern ist nicht bekannt, ob sie monogam leben, sie kommen jedoch auch häufig in Gruppen vor und teilen sich teilweise auch ihre Baue in gemischtgeschlechtlichen Gruppen. In den Nestern leben die Familiengruppen sowie bei anderen Arten wie etwa den Asiatischen Quastenstachlern auch Gruppen (Clans) nicht-verwandter Individuen zusammen und nutzen einen gemeinsamen Schlafbau, wo sie dicht beieinander liegen und sich gegenseitig wärmen. Zudem gehen sie in Gruppen auf Nahrungssuche und verteidigen sich auch gemeinsam gegen potenzielle Feinde. Die Gruppen nutzen zudem die gleichen Wege, Fressplätze, Bereiche für die Ablage der Exkremente (Latrinen), Territorien und Rückzugsplätze.
Die Größe der Territorien und der Aktivitätsräume hängt stark von der Region, dem Lebensraum und den Nahrungsverfügbarkeiten ab. In Italien sind die Territorien in den wärmeren Jahreszeiten größer als in den kälteren und größer in landwirtschaftlich genutzten Gebieten als in anderen Regionen. In den israelischen Trockengebieten sind die Territorien dagegen in den nicht landwirtschaftlich genutzten Gebieten fast 40 % größer als die in landwirtschaftlich genutzten Gebieten.

### Kommunikation
Die Kommunikation zwischen den Tieren ist vor allem bei den größeren Hystrix-Arten untersucht worden. Sie findet bei diesen visuell, akustisch über Lautäußerungen sowie olfaktorisch durch Duftmarken statt. Sowohl Männchen als auch Weibchen nutzen Duftmarken über ihre Perianaldrüsen im Bereich des Afters sowie durch Urinmarken, um ihre Territorien zu markieren, die Pärchen verteidigen diese auch gegen Eindringlinge. Die Gebiete, in denen sie ihre Jungtiere aufziehen, werden besonders aggressiv verteidigt. Bei einigen Arten wirken zudem wahrscheinlich Stacheln der Schwanzquaste als Duftträger (Osmetrichia) und sind mit spezifischen Kanälchen ausgestattet. Hinzu kommen verschiedene Laute der Tiere, die der Kommunikation dienen. Artübergreifende Kommunikation findet zudem sehr stark gegenüber potenziellen Fressfeinden statt. Sie besteht einerseits passiv aus der durch die auch nachts gut erkennbaren und kontrastreichen braun-weißen Stacheln als Warnfärbung, andererseits direkt und aktiv als aus auffälligen Verhaltensweisen wie dem Rasseln mit der Schwanzquaste und dem Aufstellen der Stacheln als erstes Warnsignal. Wenn diese Signale nicht wirken und den potenziellen Aggressor nicht abschrecken, stampfen die Tiere zusätzlich mit den Füßen auf und geben bedrohlich grunzende Laute von sich, danach wenden sie ihren stachelbewehrten Rumpf gegen den Angreifer und laufen rückwärts oder seitwärts auf diesen zu oder gegen ihn, sodass sich die aufgestellten Stacheln mit ihren Widerhaken in dessen Haut bohren und stecken bleiben.

### Ernährung

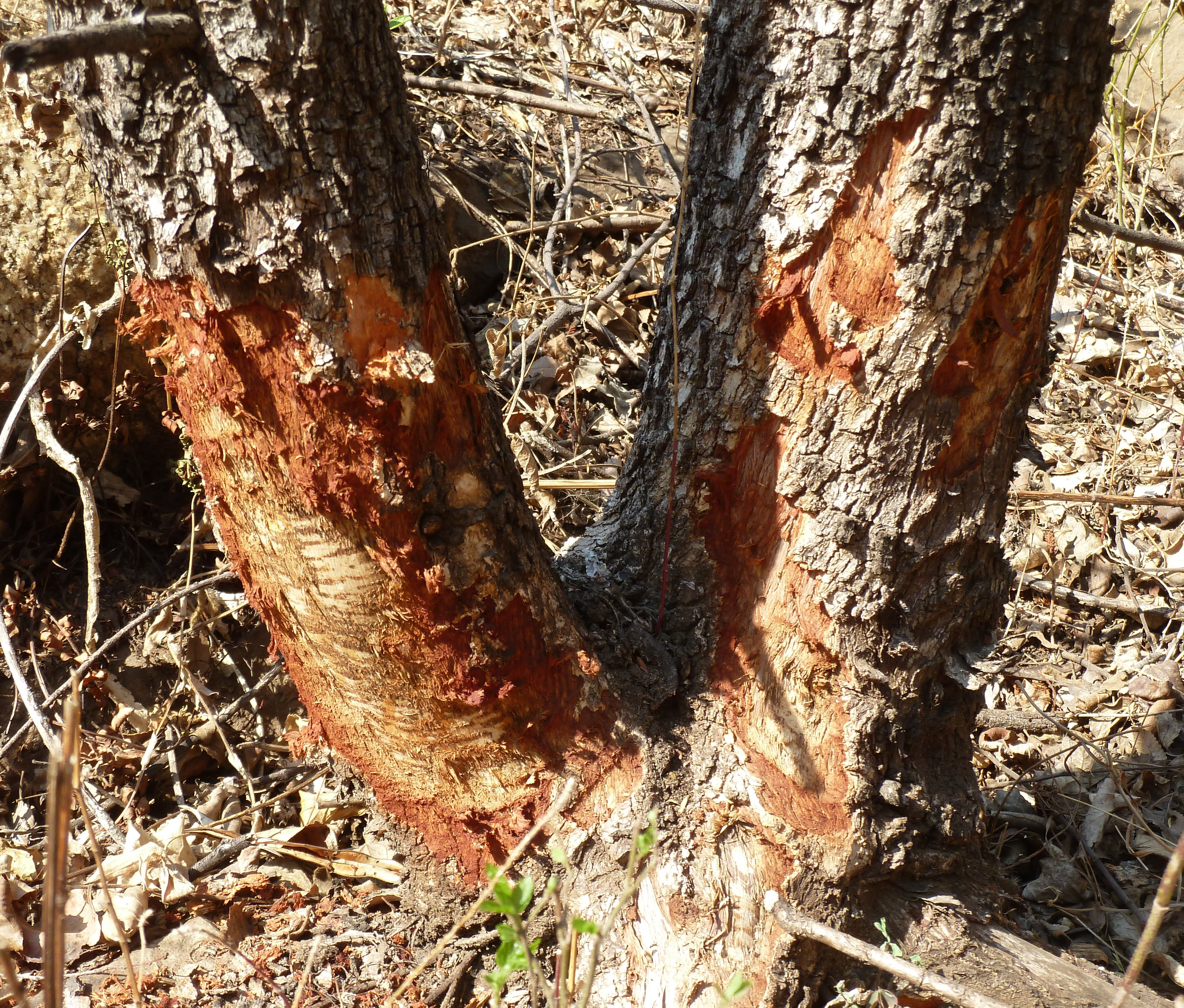
Fraßspuren des Südafrikanischen Stachelschweins am Stamm von Ziziphus mucronata

Stachelschweine ernähren sich primär von pflanzlicher Nahrung wie Gräsern, Früchten, Rinden, Knollen und Wurzeln. Teilweise können sie sich jedoch auch omnivor ernähren und fressen zusätzlich Insekten und andere Kleintiere. Zudem suchen die Tiere auch Kadaver und Knochen auf und fressen als Aasfresser an diesen (Osteophagie). Südafrikanische Stachelschweine ernähren sich zum Hauptteil von unterirdischen Wurzeln und Knollen, die sie mit Hilfe ihrer Vorderfüße ausgraben. Zusätzlich fressen sie Sprossen und Triebe, Rinden und Äste sowie Früchte. In landwirtschaftlich genutzten Flächen können sie so große wirtschaftliche Schäden verursachen, wenn sie ihre Nahrung in Flächen mit Cassava, Melonen, Süßkartoffeln, Mais, Erdnüssen, Bananen und Kürbissen suchen. Sie schälen in Savannengebieten zudem die Rinden von Bäumen ab und können dadurch die Bäume stark schädigen, wodurch sie teilweise auch die Ausbreitung von Pflanzen begrenzen.
Zur Nahrungsaufnahme benutzen die Tiere ihre Vorderbeine, mit denen sie Nahrungsteile positionieren und gegen den Boden drücken können, um dann an ihnen zu nagen. Vor allem die Hystrix-Arten graben zudem im Boden nach Samen, Wurzeln, Knollen und Insektenlarven. Dabei entstehen runde und konisch geformte Löcher im Boden, die ökologisch dazu führen, dass hauptsächlich in den Halbwüsten- und Steppengebieten ihrer Verbreitungsgebiete, etwa im südlichen Afrika oder in Israel, Wasser in den trockenen und von einer harten Kruste bedeckten Boden eindringen und so zu den im Boden enthaltenen Samen gelangen kann. Obwohl Stachelschweine selten bei der Flüssigkeitenaufnahme beobachtet werden, benötigen wahrscheinlich alle Arten den Zugang zu sauberem Wasser und müssen trinken, da ihnen die Nahrung nicht genug Wasser liefern kann.
Über die Ernährung und die Nahrungsaufnahme der Arten in Südostasien liegen nur sehr wenige Informationen vor.

### Fortpflanzung

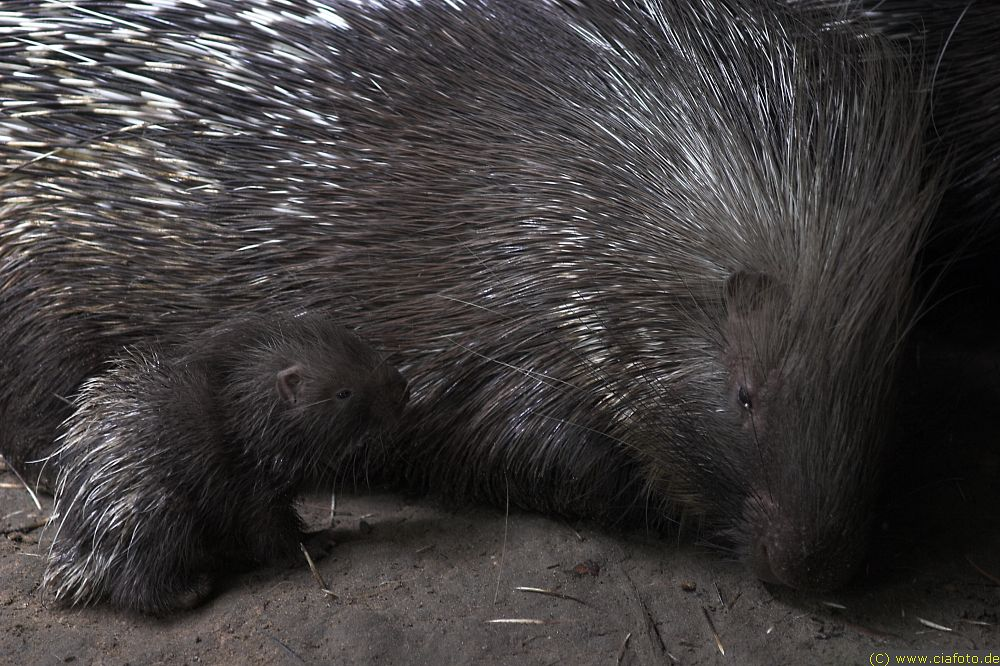
Mutter mit Jungtier

Da alle Arten der Stachelschweine im Vergleich zu anderen Nagetieren sehr groß sind, haben sie generell eine lange Entwicklungszeit. Zur Fortpflanzung und Entwicklung liegen allerdings für die meisten Arten der Stachelschweine keine oder nur sehr wenige Informationen vor und die Mehrheit der Beobachtungen stammt von den großen afrikanischen und asiatischen Hystrix-Arten. Paarungen erfolgen über das gesamte Jahr, auch unabhängig vom weiblichen Eisprung und der damit verbundenen Fruchtbarkeit. Dieses von der Fortpflanzung unabhängige Sexualverhalten wird teilweise als Stärkung der Paarbindung der Stachelschweine interpretiert. Die Paarung selbst ist bei den Hystrix-Arten stark ritualisiert, wobei es vor dem eigentlichen Paarungsakt zu einem Vorspiel zwischen den Partnern kommt, bei dem die Tiere ihren Paarungswillen und ihre Paarungsbereitschaft demonstrieren und die Paarung selbst erst stattfindet, wenn das Weibchen die Stacheln des Hinterleibs anhebt und dem Männchen so die Begattung ermöglicht.
Die Tragzeit beträgt 90 bis 120 Tage, danach gebären die Muttertiere in der Regel ein bis drei voll entwickelte Jungtiere mit offenen Augen und voll ausgebildetem, aber noch weichem Haarkleid. Die Jungtiere können bereits kurz nach der Geburt laufen und werden über etwa 2 Monate von der Mutter gesäugt. Während dieser Zeit härten die Haare zu Stacheln aus. Die Entwöhnung dauert etwa vier Monate und die Geschlechtsreife erreichen die Tiere nach einem Jahr, bei den größeren Arten auch noch später. Das Elternpaar zieht die Jungtiere gemeinsam auf, wobei das Männchen den gleichen Anteil an der Betreuung übernimmt wie das Weibchen. Die Jungtiere gehen nach der Entwöhnung gemeinsam mit den Elterntieren auf Nahrungssuche und werden von diesen gegen Angreifer verteidigt. Solange die juvenilen Tiere bei den Eltern leben, wird die Sexualität der heranwachsenden Weibchen unterdrückt, wobei der konkrete Suppressionsmechanismus nicht bekannt ist.
Die Lebensdauer ist vergleichsweise lang, bei Tieren in Gefangenschaft kann sie mehr als 20 Jahre betragen.

### Fressfeinde
Obwohl die Stachelschweine sehr wehrhaft sind, gibt es neben dem Menschen einige potenzielle Fressfeinde, die diese Tiere attackieren und auch töten können. Dabei handelt es sich vor allem um größere Raubtiere wie den Löwen (Panthera leo), den Leoparden (Panthera pardus), die Streifenhyäne (Hyaena hyaena) und die Tüpfelhyäne (Crocuta crocuta), den Afrikanischen Wildhund (Lycaon pictus), den Wolf (Canis lupus), den Schabrackenschakal (Canis mesomelas) und den Rotfuchs (Vulpes vulpes).

## Evolution und Systematik

### Stammesgeschichte
Die Abtrennung der Stammlinie der Stachelschweine von anderen Nagetiergruppen fand wahrscheinlich spätestens im späten Eozän vor etwa 36,5 Millionen Jahren in Südasien statt. Dennoch sind keine Fossilien bekannt, die älter als in das frühe Miozän datieren. Für diese Zeit liegen Funde im südlichen Asien, in Südosteuropa und in Nordamerika vor. Der älteste bekannte Fund, der den Stachelschweinen zugeordnet wurde, war Sivacanthion complicatus aus den Siwaliks in Pakistan; er wurde später der Art Atherurus karnuliensis und damit den Quastenstachlern zugeordnet.
Die Gattung Hystrix ist zuerst in Europa fossil nachgewiesen, weitere frühe Fossilien der Gattung sind aus Pakistan, Indien, China, Indonesien, Vietnam und Thailand überliefert. Die älteste bekannte europäische Art, Hystrix parvae aus Csákvár in Ungarn, wird auf das späte Vallesium und das frühe Turolium datiert. In Asien lebte etwa zeitgleich das in Pakistan gefundene Hystrix sivalensis. Später kam Hystrix refossa in Europa hinzu, während in Asien Hystrix brachyura etwa zeitgleich belegt ist. Im östlichen und südlichen Afrika ist Hystrix fossil seit dem späten Miozän nachgewiesen, in Algerien sind Funde mit einem Alter von etwa 10 Millionen Jahren gemacht worden. Fossilien der Gattung Atherurus stammen aus Ägypten, Äthiopien und Kenia, sie werden auf ein Alter von etwa 11 Millionen Jahre datiert. Während des frühen Pliozän lebte mit Xenohystrix zudem eine weitere Gattung größerer Stachelschweine in Teilen von Ost- und Südafrika.
Als Vorläufer der hochkronigen asiatischen Hystrix-Arten der Untergattung Acanthion wird Hystrix gansuensis aus dem späten Miozän in China betrachtet, da die europäischen und indischen Funde des Miozän nur flache Zahnkronen hatten. In die Verwandtschaftsgruppe gehört auch die Art Hystrix vinogradovi, die im Europa im Pleistozän auftrat, allerdings relativ selten nachgewiesen wird. Wahrscheinlich handelt es sich hierbei um eine fossile Unterart des heute in Südasien verbreiteten Kurzschwanz-Stachelschweins (Hystrix brachyura). Die Tiere erreichten im Ural und im Altai ihre nördlichste Verbreitung. Die Fundgebiete erstrecken sich zwischen dem 50. und dem 59. nördlichen Breitengrad und befinden sich somit zwischen 950 und 2100 km nördlich der heutigen Verbreitungsgrenze. Die Stachelschweine traten hier vor allem während der Eem-Warmzeit auf. Offensichtlich kamen sie aber auch noch im Verlauf der Weichsel-Kaltzeit hier vor, da die jüngsten Funde laut Radiocarbon-Datierungen zwischen 41.000 und 32.000 Jahre alt sind. Bedeutende Funde aus Mitteleuropa stammen aus der Travertinlagerstätte von Burgtonna bei Gotha und der Höhle Fuchsluken bei Saalfeld (beides Thüringen), die ebenfalls jeweils nördlich des 50. nördlichen Breitengrades liegen. Möglicherweise beschränkte sich die Anwesenheit von Hystrix im pleistozänen Europa westlich des Kaukasus und nördlich des 45. Breitengrades auf die Eem-Warmzeit und die frühe Weichsel-Kaltzeit (vor etwa 120.000 bis 75.000 Jahren), als ökologische Ansprüche werden durchschnittliche Januartemperaturen über −5 °C und schneefreie sowie offene Biotope angenommen. Die heute endemisch auf Sumatra, Borneo und Palawan lebenden Arten der Untergattung Thecurus sind erst im späten Pleistozän mit der Trennung von Sundaland aus einer Stammart entstanden, dieser Vorläufer hatte jedoch wahrscheinlich seinen Ursprung in einer nördlicheren Form im Pliozän. Die fossile Form Hystrix lagrelli aus dem nördlichen und zentralen China besitzt Schädelmerkmale, die auf eine Zwischenstellung zwischen Acanthion- und Thecurus-Arten hindeuten.
Obwohl für Europa mehrere Arten fossil nachgewiesen sind, leben heute nur noch in Italien Stachelschweine. Dabei handelt es sich um Vertreter des Gewöhnlichen Stachelschweins (Hystrix cristata), das in weiten Teilen Afrikas anzutreffen ist. Eine Hypothese, nach der es sich bei den Tieren in Italien um ein Reliktvorkommen handelt, während die Tiere im restlichen Europa ausgestorben sind, wird heute als wenig wahrscheinlich betrachtet. Wahrscheinlicher ist es, dass die Art während der Zeit des Römischen Reiches von Soldaten für die Jagd auf Sizilien und in Italien angesiedelt wurde. Diese Hypothese wird durch das Fehlen von Fossilien der Art in Europa sowie durch molekularbiologische Daten gestützt.

### Äußere Systematik
Die Verwandtschaftsbeziehungen der Stachelschweine und anderer afrikanischer Nagetiergruppen wurde in der Vergangenheit teilweise kontrovers diskutiert. Nach aktuellen Stand werden sie in der Regel als basale Gruppe der Hystricognathi betrachtet, einer Teilordnung der Nagetiere, die sich neben den Stachelschweinen aus den Phiomorpha mit den Sandgräbern (Bathyergidae), Rohrratten (Thryonomyidae) und der Felsenratte (Petromus typicus) und den südamerikanischen Meerschweinchenverwandten (Caviomorpha) zusammensetzen. Als Schwestergruppe der Hystricognathi gelten die Kammfingern oder Gundis (Ctenodactyla), mit denen die Stachelschweine in der Vergangenheit auch zu den Ctenohystrica innerhalb der Phiomorpha zusammengefasst wurden. Die Monophylie der Ctenohystrica und der Phiomorpha mit den Stachelschweinen und Kammfingern ist umstritten und gilt nach aktuellen Untersuchungen als obsolet. Als rezente Schwesterart der gesamten Gruppe wird die Laotische Felsenratte (Laonastes aenigmamus) in Südostasien angesehen, die erst im Jahr 2005 entdeckt wurde und deren Stammlinie sich von der zu den Hystricognathi wahrscheinlich im frühen Eozän getrennt hat.

### Innere Systematik
Heute unterteilt man die 11 rezent lebenden Arten der Stachelschweine in drei Gattungen, die nach manchen Quellen zwei Unterfamilien, den Hystricinae und den Atherurinae, zugeordnet werden. Diese Unterteilung wird von anderen Bearbeitern abgelehnt, da für die Unterfamilien keine spezifischen Merkmale als Autapomorphien vorhanden sind. Auf der Basis von molekularbiologischen Untersuchungen konnte die Monophylie der einzelnen Gattungen nachgewiesen werden, wahrscheinlich stellt allerdings der Pinselstachler (Trichys) die basalste Gruppe dar und die Gattungen Hystrix und Atherurus sind Schwestergruppen. Dadurch sind die Atherurinae paraphyletisch, also kein gültiges Taxon.

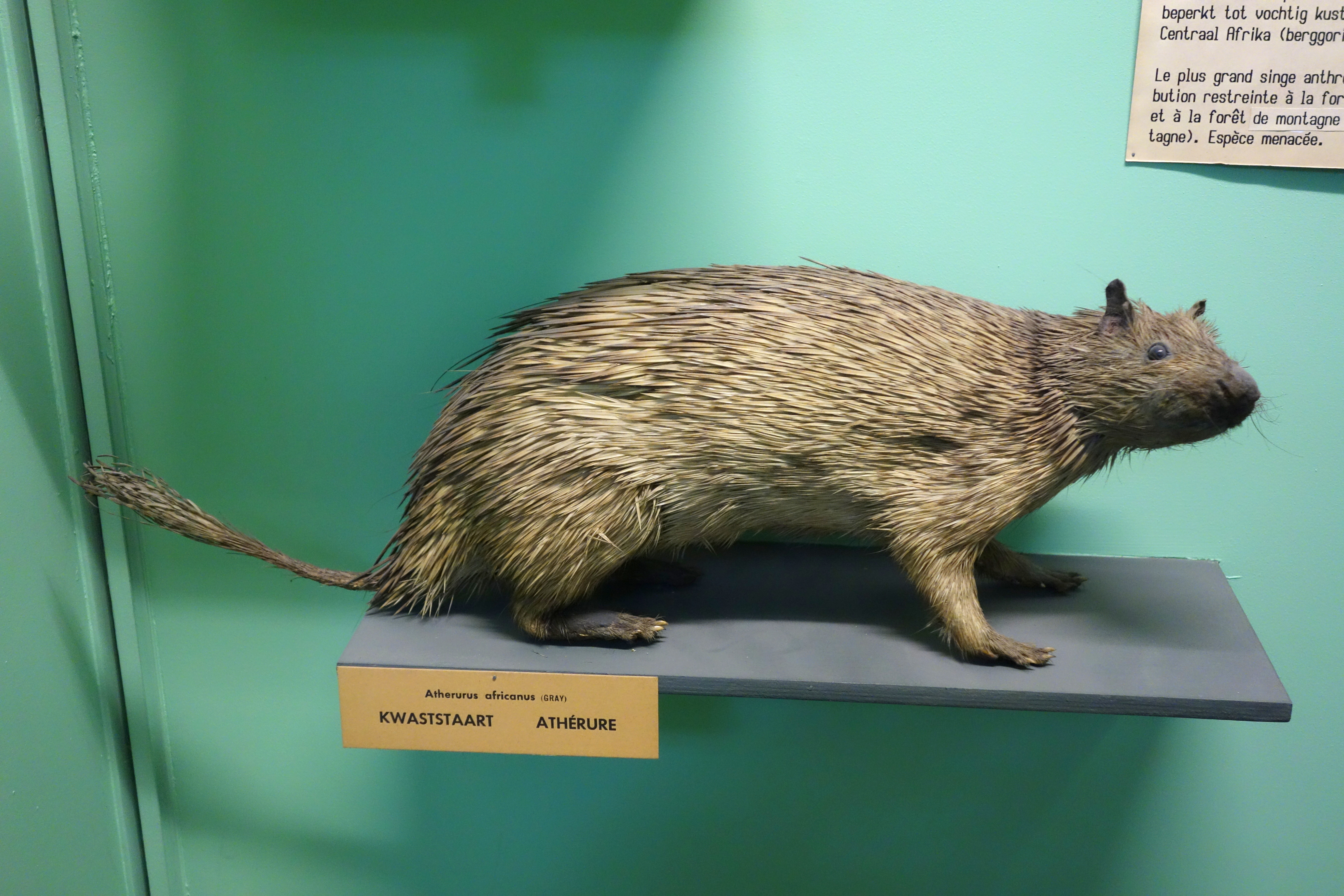
Afrikanischer Quastenstachler (Atherurus africanus), Präparat im Königlichen Museum für Zentral-Afrika in Tervuren, Belgien

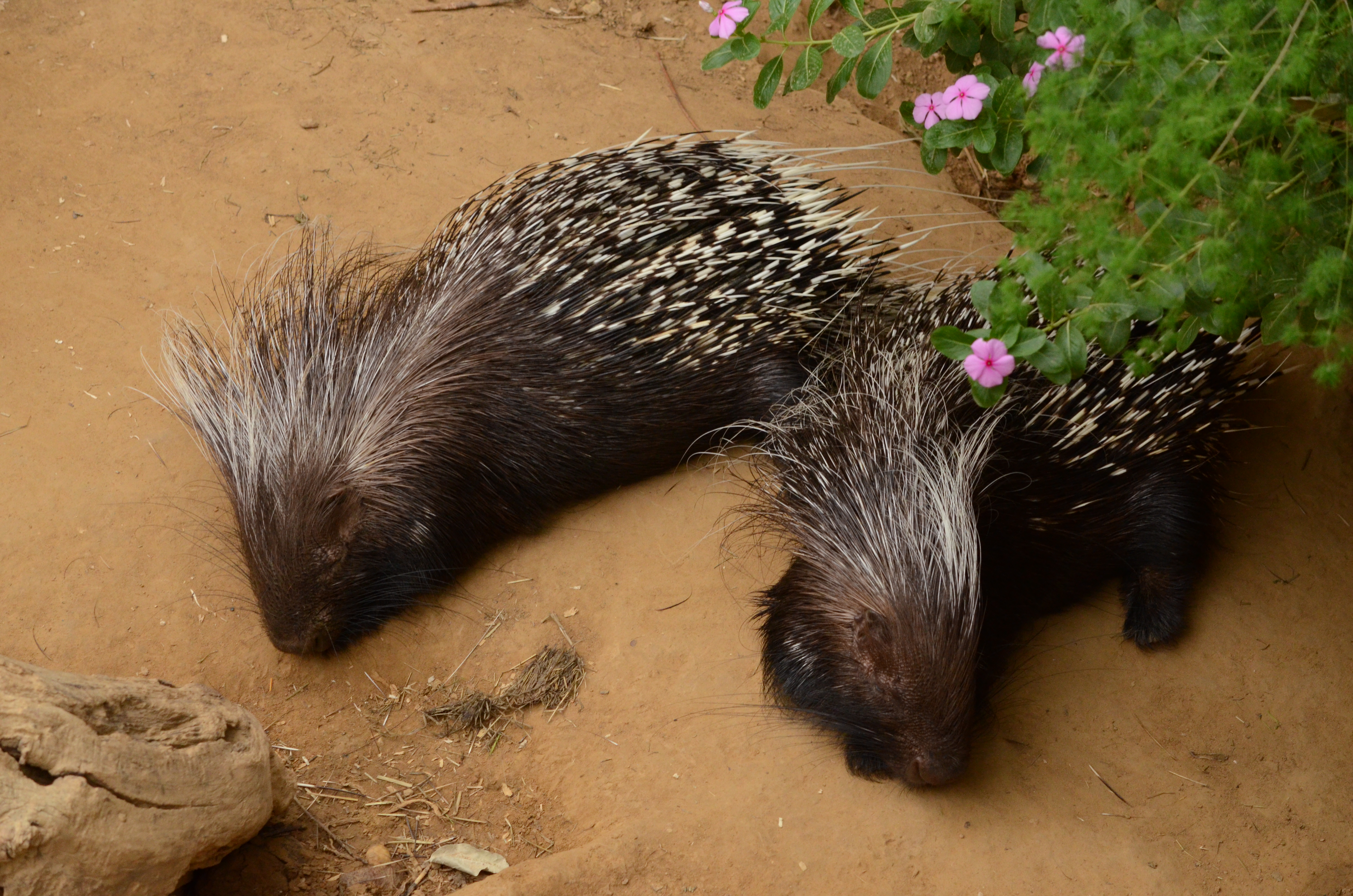
Südafrikanisches Stachelschwein (Hystrix africaeaustralis)

Familie Stachelschweine (Hystricidae)
- Gattung Pinselstachler (Trichys)
  - Pinselstachler (T. fasciculata)
- Gattung Quastenstachler (Atherurus)
  - Afrikanischer Quastenstachler (A. africanus)
  - Asiatischer Quastenstachler (A. macrourus (Linnaeus, 1758))
- Gattung Eigentliche Stachelschweine (Hystrix)
  - Subgenus Thecurus
    - Borneo-Stachelschwein (Hystrix crassispinis Günther, 1876)
    - Philippinen-Stachelschwein (Hystrix pumila Günther, 1879)
    - Sumatra-Stachelschwein (Hystrix sumatrae Lyon, 1907)

  - Subgenus Acanthion
    - Malaiisches oder Kurzschwanz-Stachelschwein (Hystrix brachyura Linnaeus, 1758)
    - Sunda- oder Java-Stachelschwein (Hystrix javanica F. Cuvier, 1823)

  - Subgenus Hystrix
    - Südafrikanisches Stachelschwein (Hystrix africaeaustralis)
    - Gewöhnliches Stachelschwein (Hystrix cristata Linnaeus, 1758)
    - Indisches Weißschwanz-Stachelschwein (Hystrix indica)

Manchmal werden die Hystrix-Untergattungen Thecurus und Acanthion auch als eigene Gattungen betrachtet, diese Auftrennung wird allerdings nicht von allen Bearbeitern geteilt. Für Thecurus wurde eine eigenständige Gattung auf der Basis molekularbiologischer Untersuchungen abgewiesen.

### Taxonomiegeschichte

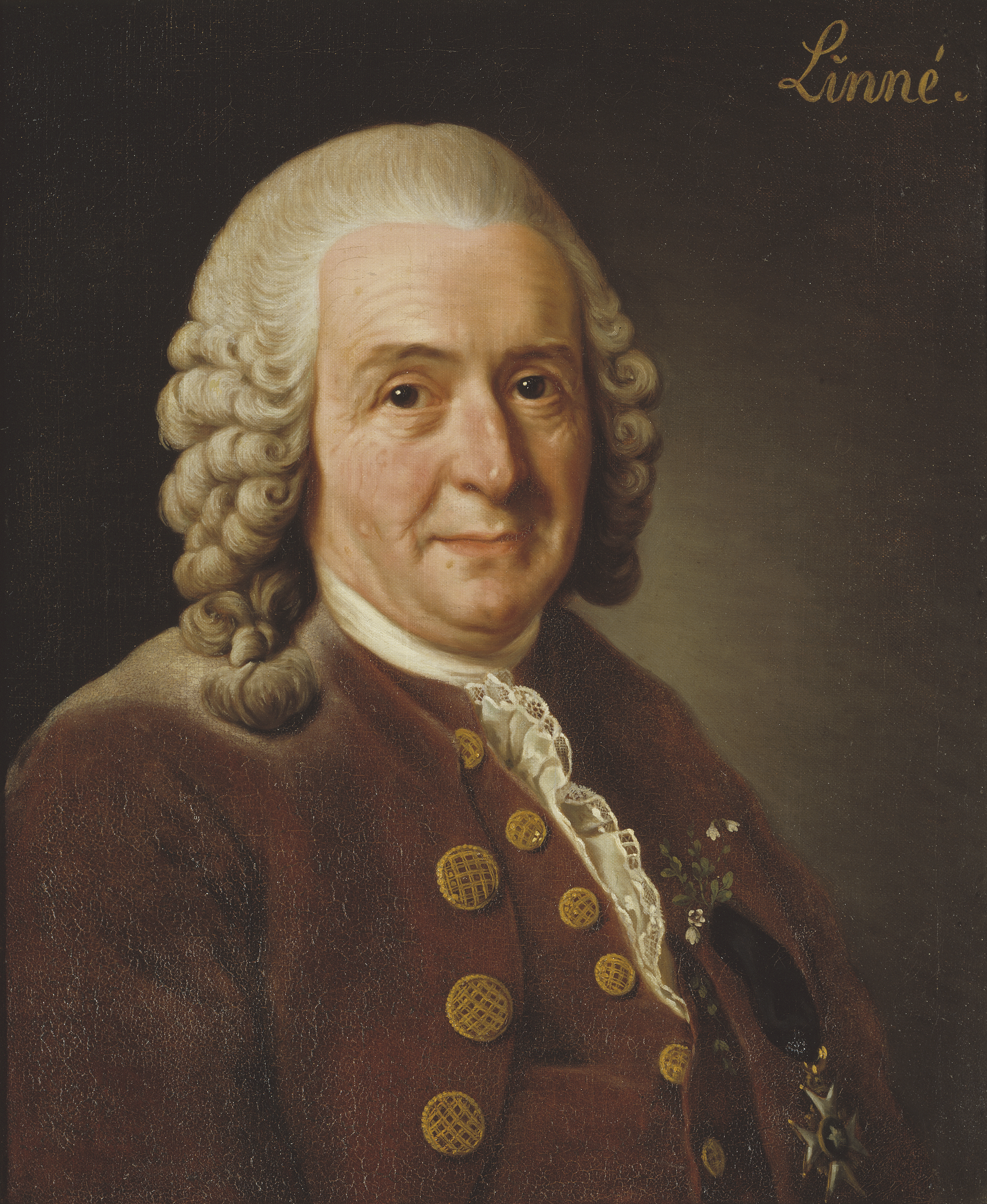
Die Stachelschweine wurden bereits von Carl von Linné 1758 in der 10. Auflage seines Systema Naturae beschrieben.

Die wissenschaftliche Systematik der Stachelschweine geht zurück bis zur Erstbeschreibung der Gattung Hystrix innerhalb der als Glires bezeichneten Nagetiere durch Carl von Linné in der 10. Auflage seines Systema Naturæ 1758. Die Gattung umfasste bei Linné fünf Arten: das Gewöhnliche Stachelschwein (Hystrix cristata), das Malaiische Stachelschwein (Hystrix brachyura), den Asiatischen Quastenstachler (Atherurus macrourus als Hystrix macroura), den nordamerikanischen Urson (Erethizon dorsatum als Hystrix dorsata) und den brasilianischen Cuandu (Coendou prehensilis als Hystrix prehesilis).
Die beiden amerikanischen Arten wurden durch Charles Lucien Jules Laurent Bonaparte 1845 der eigenen Familie der Baumstachler oder Neuweltstachelschweine (Erethizontidae) zugeordnet, die mit den Stachelschweinen nur relativ entfernt verwandt sind und sich durch eine konvergente Entwicklung der Stacheln auszeichnen. Innerhalb der Stachelschweine wurden neben der Gattung Hystrix, die bis heute die Mehrheit der Arten beinhaltet, 1829 durch Frédéric Cuvier die Quastenstachler (Atherurus) und 1877 durch Albert Günther die Pinselstachler (Trichys) als eigene Gattungen etabliert.

## Stachelschweine in der Kultur

### Stachelschweine als Fleischlieferanten
Stachelschweine werden in fast allen Regionen, in denen sie leben, als Fleischlieferanten genutzt und bejagt. In Teilen von Asien und Afrika sind sie eine beliebte Fleischquelle und werden als Bushmeat gejagt, verkauft und verzehrt. Bei einigen Arten ist die Jagd legal möglich und hat nur geringen Einfluss auf die Populationen, bei anderen Arten ist sie dagegen illegal und kann bestandsgefährdend sein. Dies ist unter anderem in den Regenwaldgebieten Afrikas beim Afrikanischen Quastenstachler sowie bei den südostasiatischen Arten der Fall. Dabei gehört der Afrikanische Quastenstachler zu den am meisten bejagten und gehandelten Bushmeat-Arten West- und Zentralafrikas. In Kamerun, Nigeria, Gabun und Kongo ist er eine der häufigsten Arten auf den lokalen Bushmeat-Märkten und in Äquatorialguinea stellt er gemeinsam mit dem Blauducker (Philantomba monticola) mehr als die Hälfte aller angebotenen Tiere. Zugleich ist das Fleisch eines der begehrtesten und teuersten auf diesen Märkten.

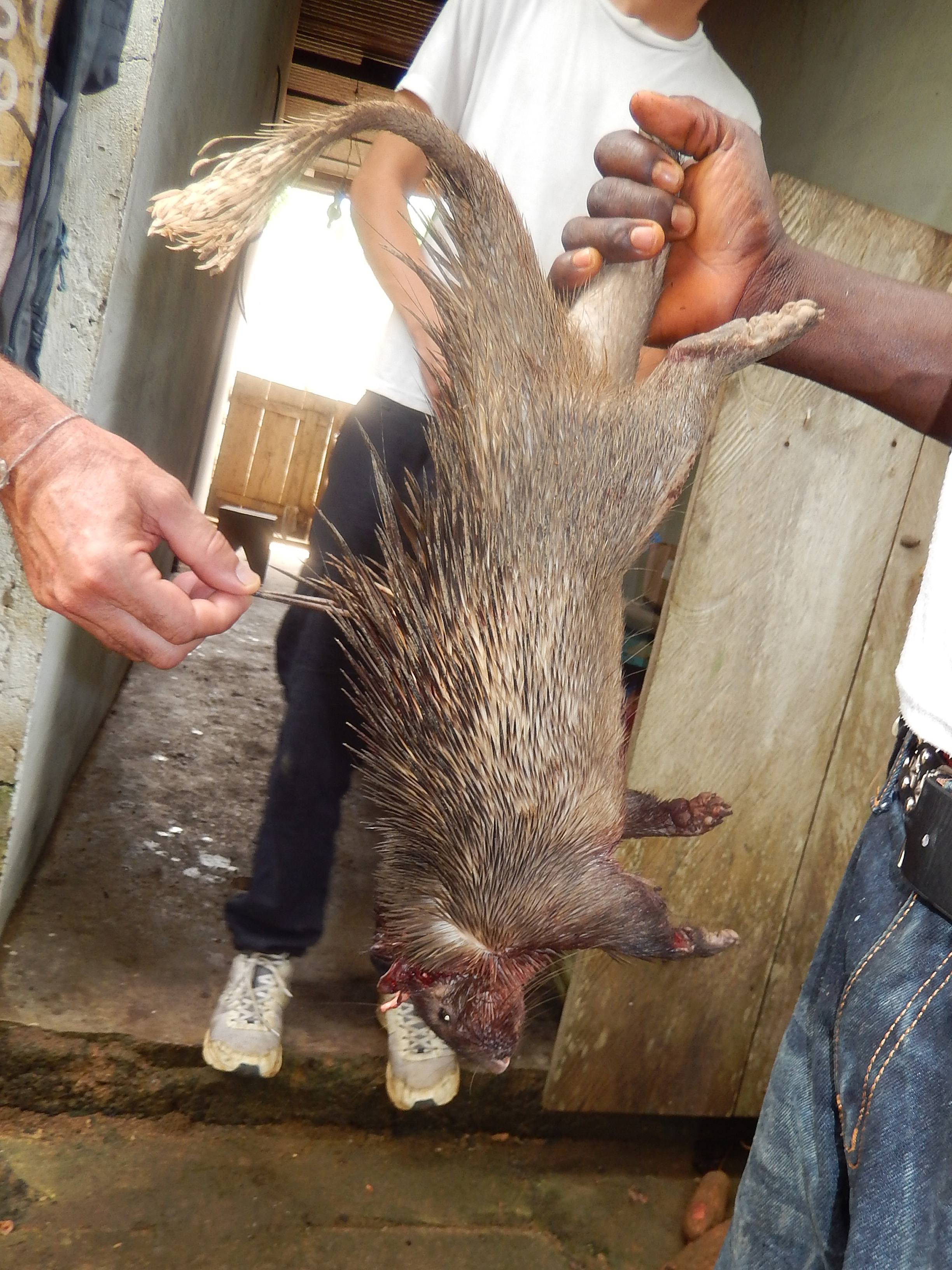
Der Afrikanische Quastenstachler wird auf Märkten in Kamerun als Bushmeat angeboten.
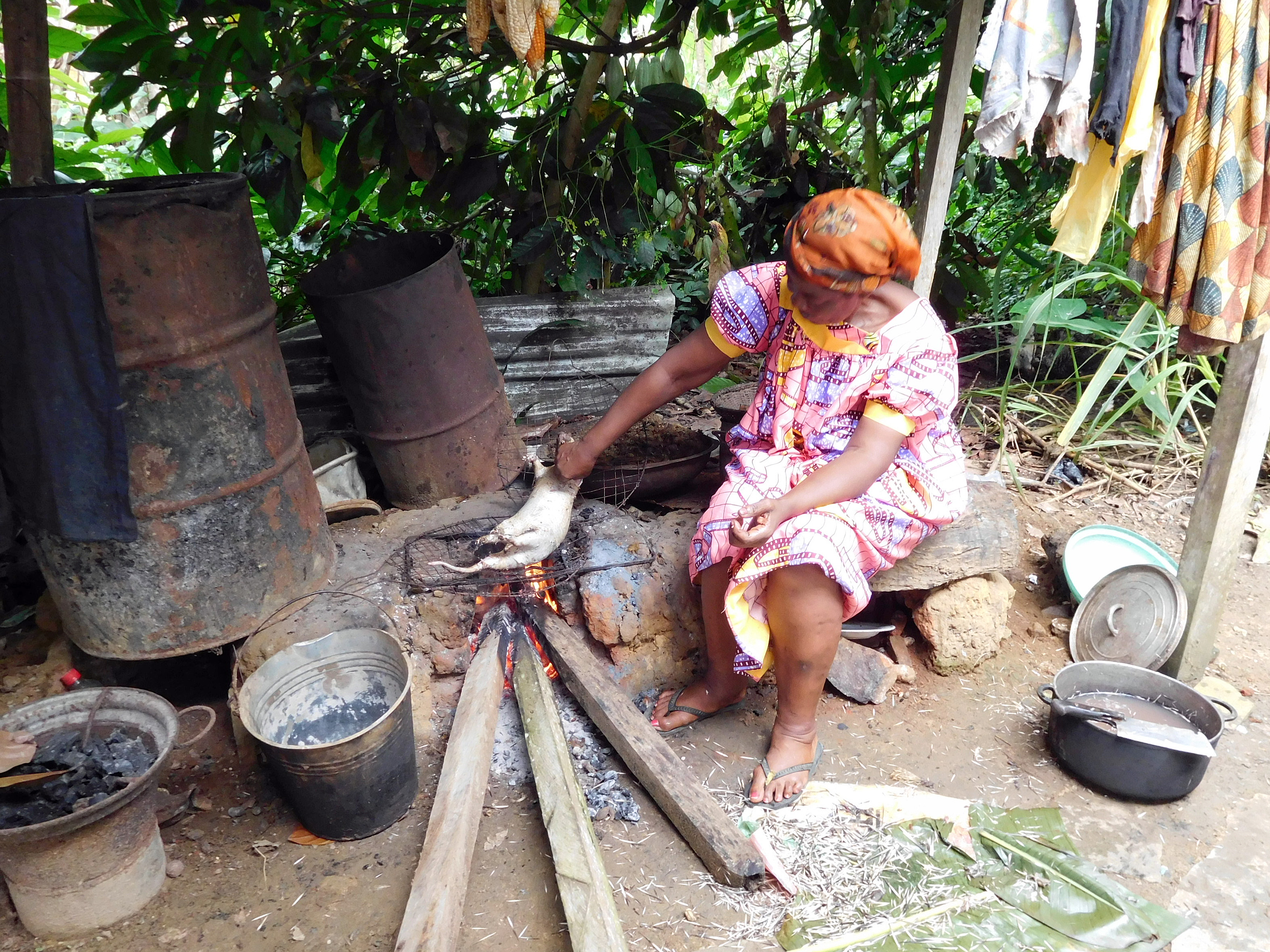
Zubereitung des Afrikanischen Quastenstachlers in Kamerun
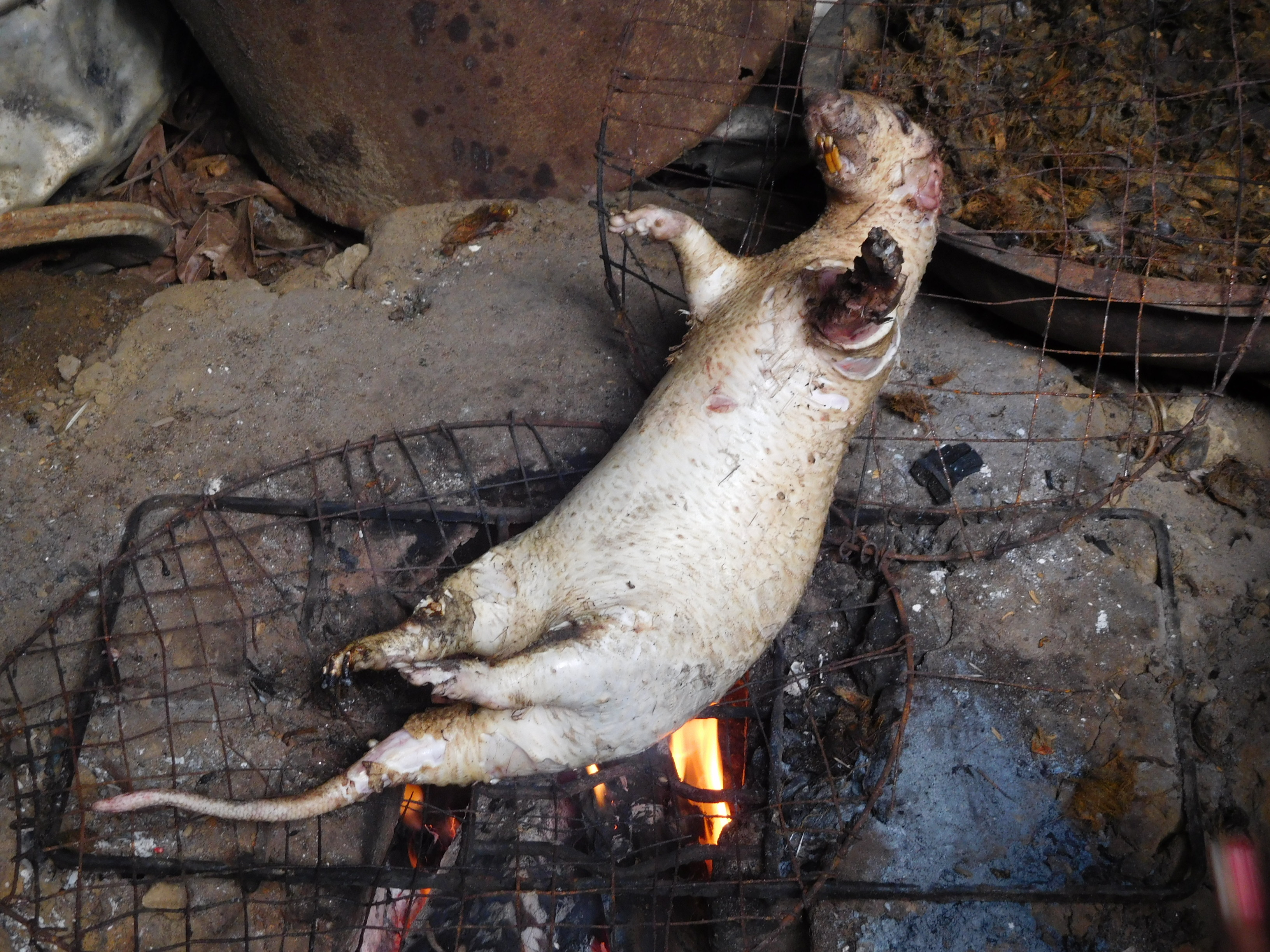
Afrikanischer Quastenstachler als bushmeat

In Vietnam wird das Malaiische Stachelschwein teilweise in Farmen gehalten und vermehrt, um die Kosten für das Fleisch zu reduzieren und den Jagddruck auf die wildlebenden Tiere zu reduzieren.

### Stachelschweine in der afrikanischen Kultur
Die wahrscheinlich ältesten Nachweise von Stachelschweinen in der afrikanischen Kultur und Kunst stammen von Felszeichnungen der San im Matobo-Gebirge in Simbabwe, die teilweise vor bis zu 7000 Jahren gemalt wurden und von der UNESCO als Weltkulturerbe ausgewiesen sind. Die Zeichnungen sind in einem roten Farbstil gehalten. Im Glauben einiger lokaler Volksgruppen gelten die Stachelschweine aufgrund ihrer nach Wurzeln grabenden Lebensweise als Kräuterhändler.

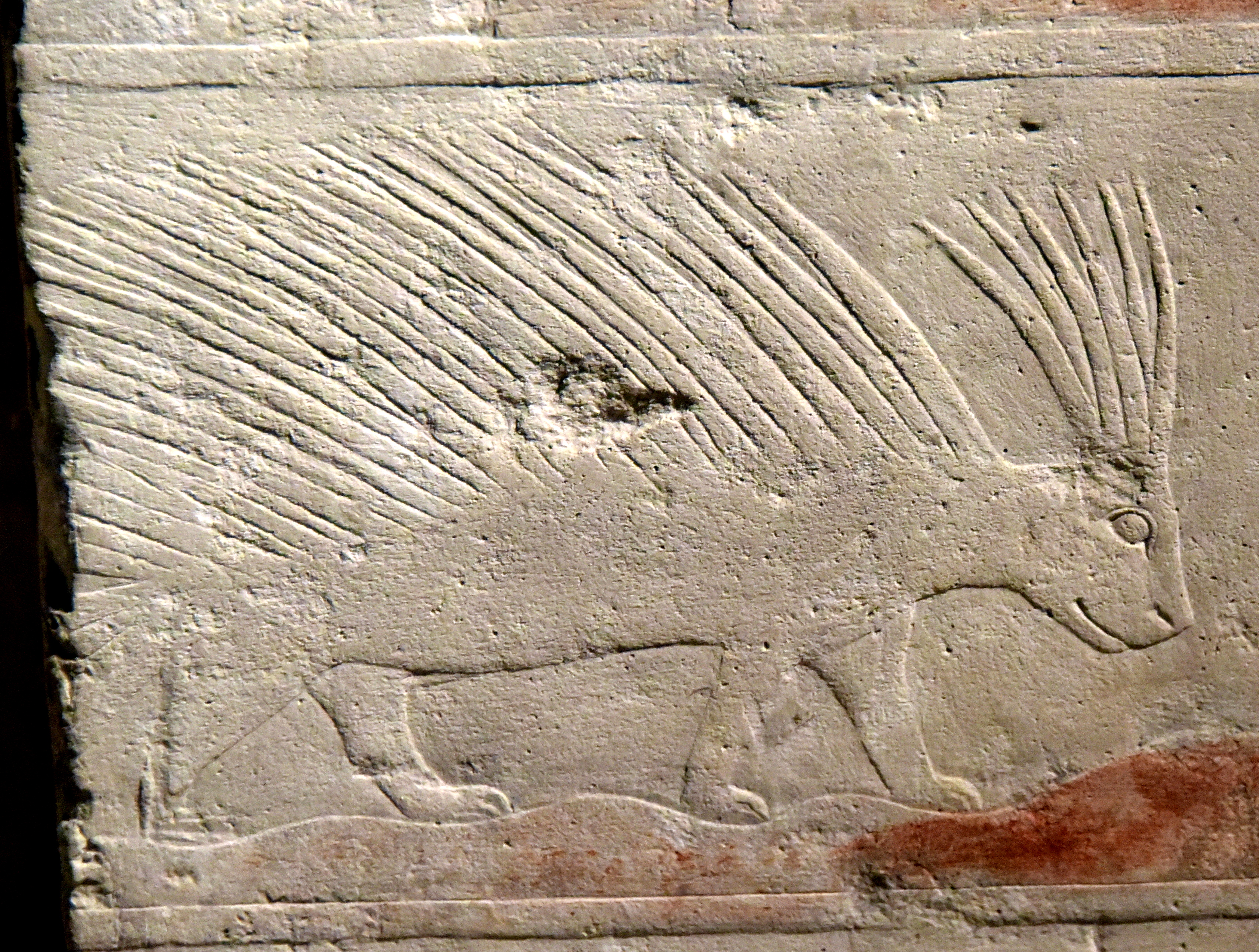
Relieffragment aus dem Grab des Pehenuka, altägyptische 5. Dynastie, ca. 2500 v. Chr.

Das Hoheitszeichen des Aschantireichs: Ein rotes Stachelschwein auf goldenem Grund

Das Stachelschwein war das Nationaltier der Aschanti im heutigen Ghana und zugleich als rotes Stachelschwein auf goldenem Grund das Motiv ihres Hoheitszeichens des Aschantireiches und dessen Anführers. Es wurde 1701 von dem Gründer des Reiches und ersten Asantehene, Osei Tutu I., als solches eingesetzt und sollte die Wehrhaftigkeit des Aschanti-Volkes gegenüber den Feinden des Reiches symbolisieren. Parallel mit dem Symbol wurde das Motto „Kum apem a, apem beba“ (Töte tausend, weitere tausend werden kommen) gewählt. Zugleich symbolisierte die goldene Farbe den Reichtum des Landes.
Das im Jahr 1954 gegründete National Liberation Movement der Akan in Ghana griff das Symbol des Stachelschweins in ihrer Flagge gemeinsam mit einem Kakaobaum auf, um erneut die Wehrhaftigkeit des eigenen Volkes zu demonstrieren.
In Teilen Afrikas werden Stachelschweine und vor allem ihre Stacheln in der traditionellen Medizin eingesetzt. So werden in einigen Bereichen Nigerias die Stacheln genutzt, um die Wunden nach Schlangenbissen zu öffnen und damit für eine Behandlung mit Heilkräutern zugänglich zu machen. In den Waldgebieten des Landes werden Stachelschweindärme zur Behandlung von Bauchschmerzen genutzt und in anderen Teilen Nigerias werden Stachelschweine geopfert und die Därme der Tiere genutzt, um Hexen anzurufen. Bei den Wimbum in Kamerun und Teilen Nigerias sind so genannte „mcep“ Teil der Volksmedizin. Dabei handelt es sich um Fetischbeutel, die neben Stachelschweinstacheln auch Federn und andere Materialien enthalten und als Schutzfetische eingesetzt werden. So werden diese mcep in Hohlräume in Häusern gelegt, um die Bewohner vor Hexen und Unglück zu schützen.

### Stachelschweine in der europäischen Kultur
Die ersten Beschreibungen des Stachelschweins in Europa stammen von Aristoteles in dessen Historia animalium (Geschichte der Tiere). Bereits bei Aristoteles wird das Stachelschwein als gefährliches Tier vorgestellt, eine Darstellung, die sich durch die gesamte antike Literatur zieht. Plinius der Ältere führte in seiner Naturalis historia als erster die bei vielen späteren Autoren wiederkehrende Erzählung aus, dass Stachelschweine ihre Stacheln wie Pfeile auf Angreifer schleudern können. Diese Falschzuschreibung wird häufig im Zusammenhang mit der Jagd – bzw. den konkret gefährdeten Jagdhunden – erwähnt und hielt sich auch bei späteren Autoren wie Claudius Aelianus und Oppian von Apameia. Auch mittelalterliche Autoren wie Albertus Magnus und Thomas von Cantimpré griffen diese Berichte auf. Auf dieser Vorstellung baut auch Claudians Gedicht Über das Stachelschwein (De hystrice) auf: „Ohne Bedarf von fremdem Gewehr, trägt Alles es bei sich, / Nutzt sich selbst als Köcher und Pfeil, als Bogen sich selber.“

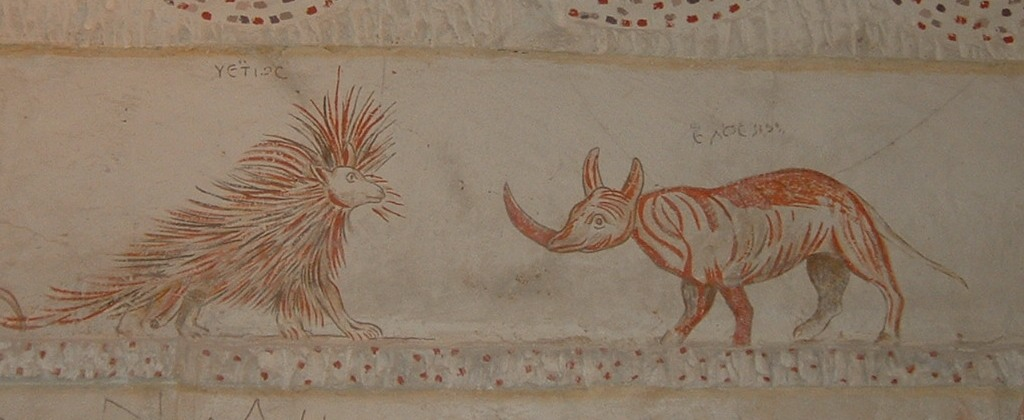
Stachelschwein und Nashorn im Grabmal von Marissa im heutigen Israel

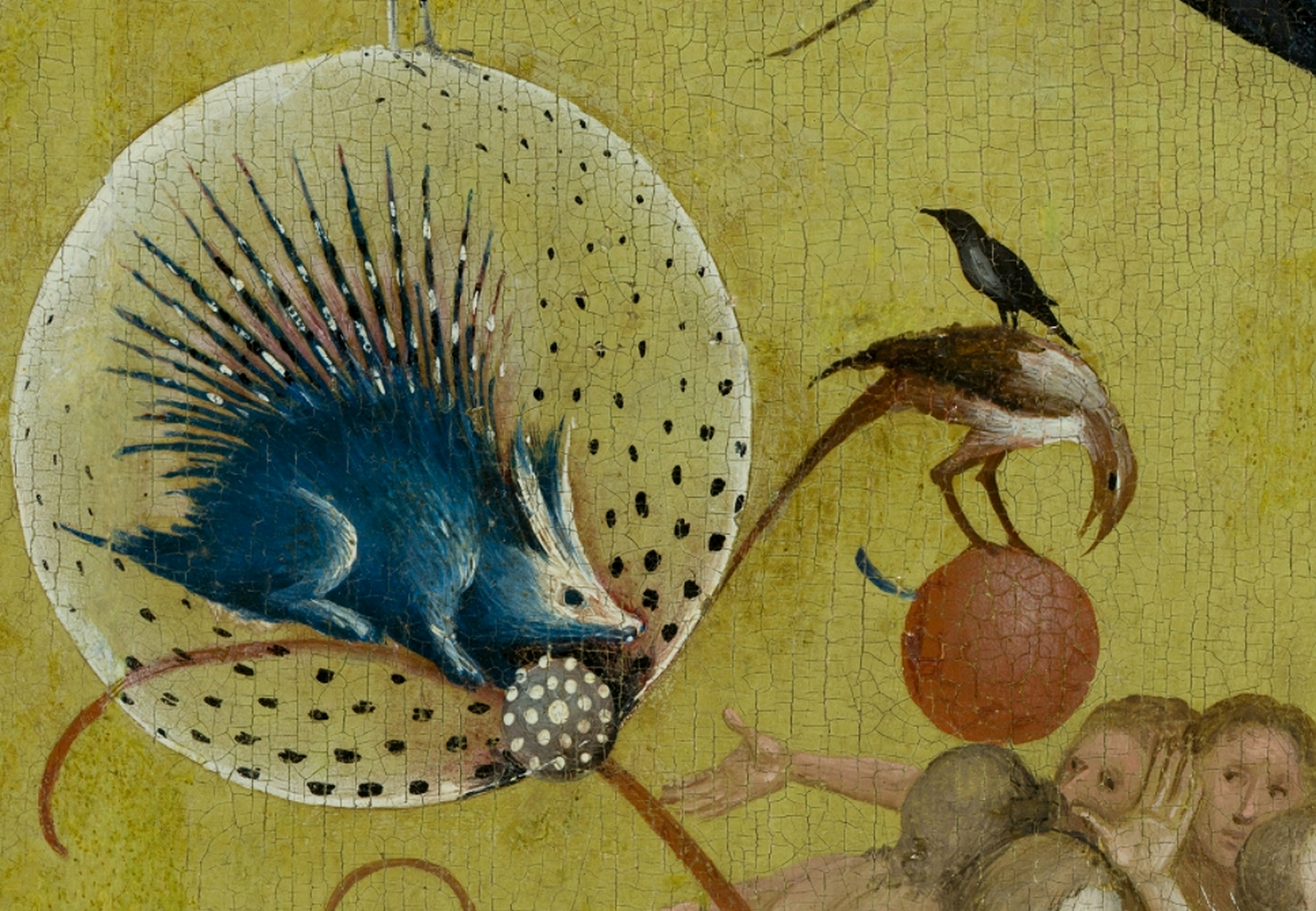
Stachelschwein im Triptychon Der Garten der Lüste von Hieronymus Bosch, gemalt um 1500

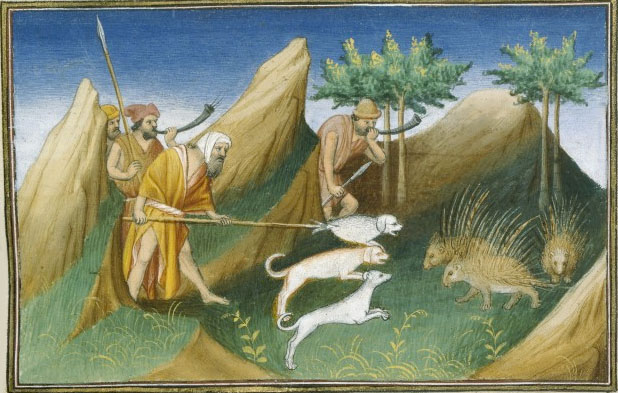
Stachelschweinjagd (Abbildung in dem Buch Il milione über die Reisen des Marco Polo, 1298–1299)

Stachelschweine fanden als exotische Tiere nur punktuell Eingang in die Kunst. Obwohl als Jagdtiere bekannt, wurden sie in der römischen Kunst wahrscheinlich nicht dargestellt. Otto Keller erwähnt in seiner Darstellung Die antike Tierwelt von 1909 verschiedene Vorkommen der Tiere als Motiv in mehreren Darstellungen aus dem antiken Ägypten und verweist auf eine Jagdszene aus Theben. Zudem erwähnt er eine naive Zeichnung des Stachelschweins aus dem Grabmal von Marissa im heutigen Israel sowie Jagdszenen in der antiken Vasenmalerei und die Nutzung des Motivs als Feldzeichen einer der römischen Prätorianerkohorten.
Im 15. Jahrhundert tauchte das Stachelschwein als eines der dargestellten Tiere der Mitteltafel im Triptychon Der Garten der Lüste von Hieronymus Bosch auf. Eine Erklärung zur Aufnahme des Stachelschweins in das Bild gibt es nicht, allerdings wird als mögliche Interpretation ein Bezug zu dem biblischen Psalm 103, Vers 18, hergestellt. Dieser lautet „Montes excelsi cervis petra refugium erinaciis“ (deutsch: „Die Felsen sind eine Zuflucht für Igel“), wobei mit „erinaciis“ übertragen auch das Stachelschwein gemeint sein könnte. Die Interpretation erfolgt auf der Basis von Notker latinus: „CHRISTVS ist petra. er sî fluht erinatiis. id es peccatoribus“ („Christus ist der Stein, er sei die Flucht des erinacius, das heißt des Sünders“). Nach dieser Interpretation steht der Fels, „petra“, für Jesus Christus und der Igel für den „sündige[n] Mensch, der seine Zuflucht bei Christus sucht“. Verwechslungen zwischen dem Igel und dem Stachelschwein sind bereits aus der antiken Literatur bekannt und finden sich in den mittelalterlichen Sprachstufen Westeuropas vielfach.
Im Jahr 1394 gründete in Frankreich Louis de Valois, duc d’Orléans zur Geburt seines Sohnes Charles de Valois, duc d’Orléans den Orden vom Stachelschwein, einen weltlichen Adels- und Ritterorden. Mit der Ordensdevise „Cominus et eminus“ (ungefähr: „Von nah und von fern“ oder „handgemein wie auch in Schussweite“) sollte die Wehrhaftigkeit demonstriert werden, da basierend auf den Überlieferungen auch in Frankreich noch die Vorstellung bestand, dass das Stachelschwein durch seine Stachel nicht nur im Nahkampf geschützt sei, sondern diese auch abschießen könne. Zum Ende des 15. Jahrhunderts wählte der Sohn von Charles, der als Ludwig XII. den französischen Thron bestieg, das Stachelschwein zu seinem Wappentier und erneuerte den Orden. In dieser Form ziert es unter anderen als Relief verschiedene Gebäude wie den Ludwig-Flügel von Schloss Blois, den er von 1498 bis Dezember 1501 errichten ließ. Es taucht zudem entsprechend dem Wahlspruch auf Kanonen der Armee Ludwigs XII. sowie auf Medaillen und Gemälden auf.

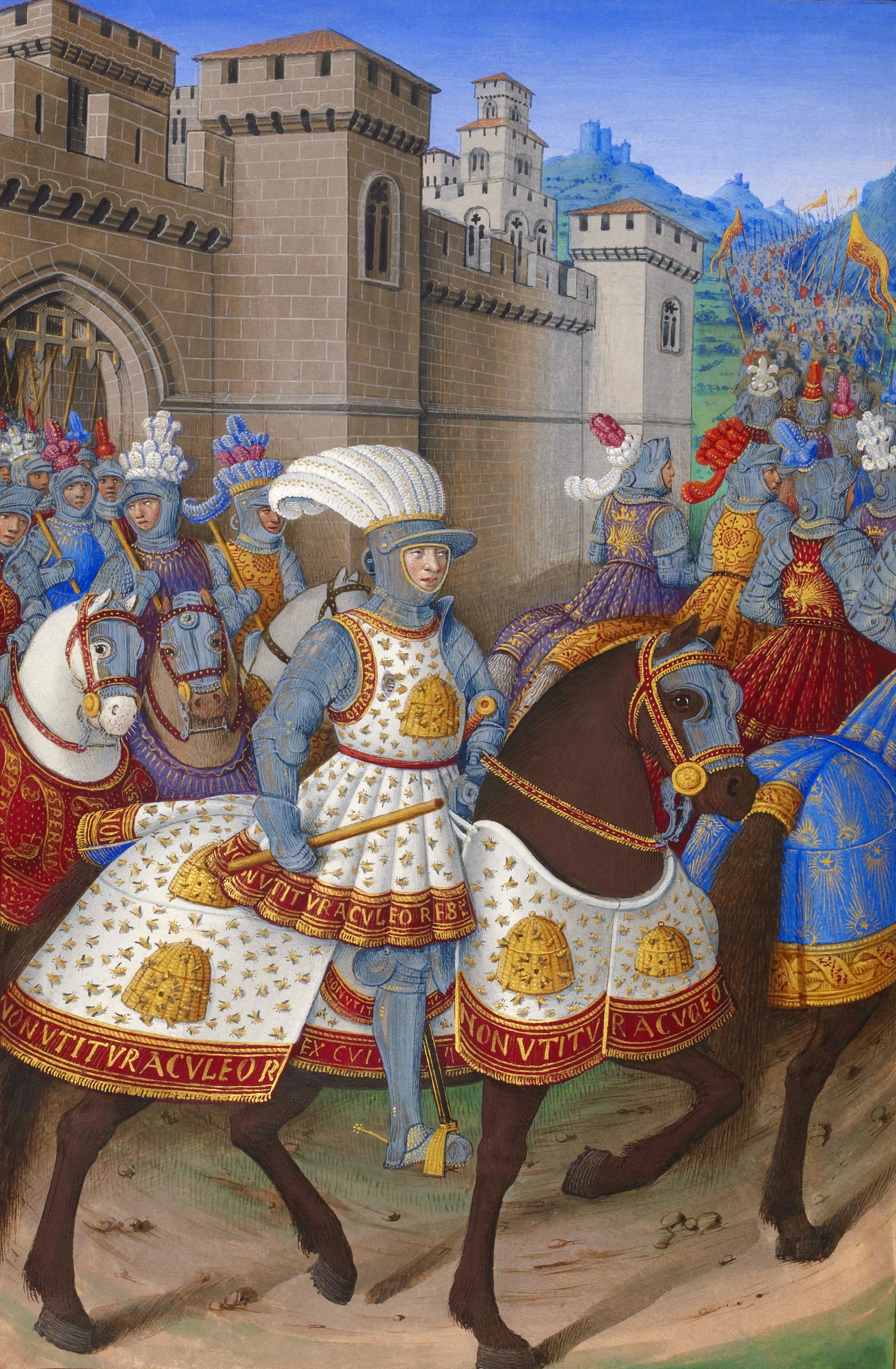
Stachelschweine auf der Tunika der Truppen von König Ludwig XII. beim Ritt nach Genua
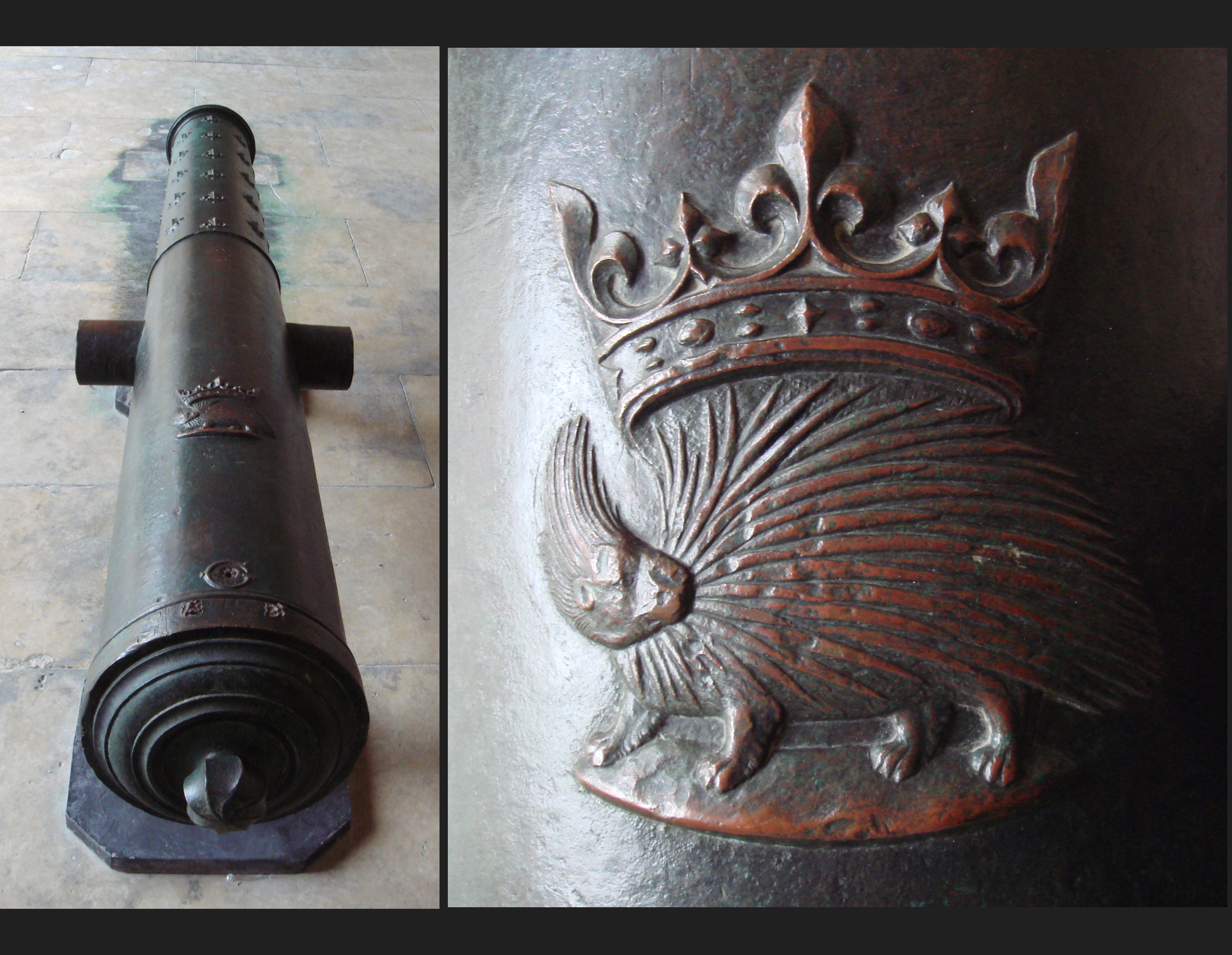
Stachelschweinwappen auf einer Bronze-Kanone Ludwigs XII.
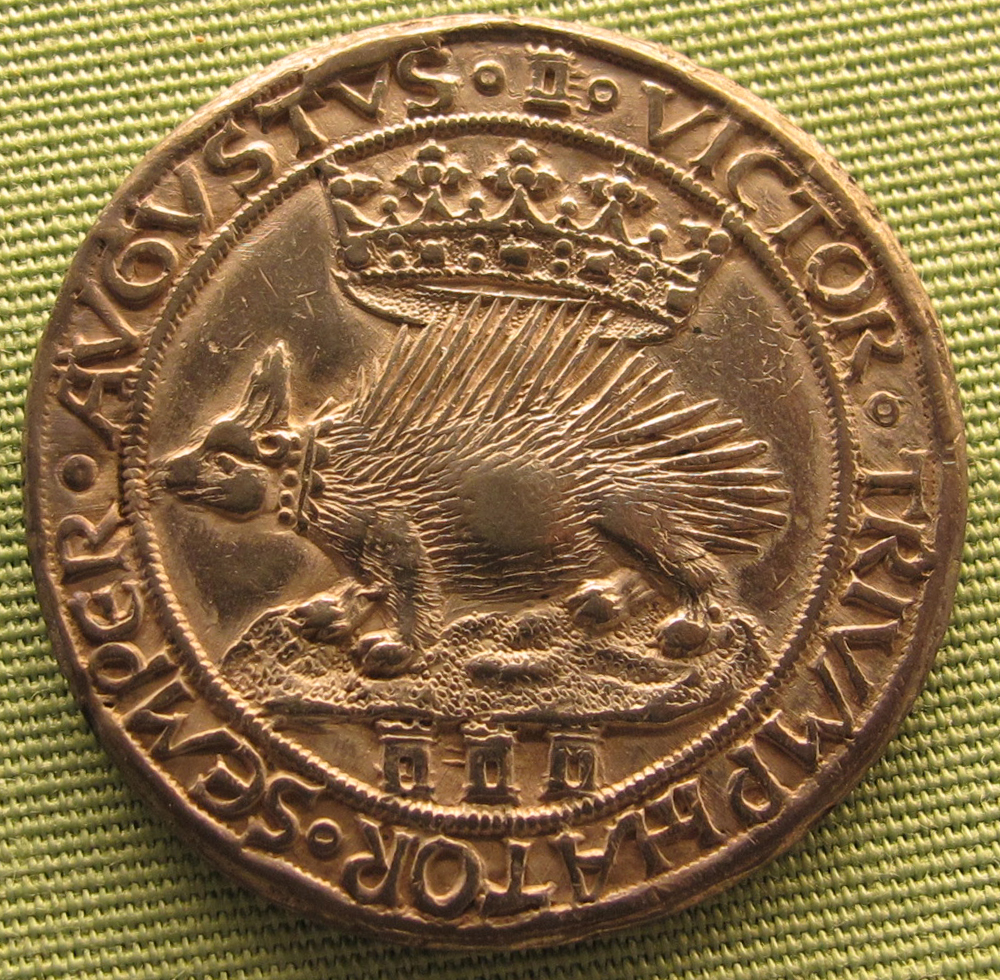
Medaille des Michel Colombe mit Stachelschwein

In der Folge wurde das Stachelschwein als heraldisches Element auch in mehrere französische Familien- und Gemeindewappen aufgenommen:

Wappen der Gemeinde Ableiges
Wappen der Gemeinde Bélâbre
Wappen der Gemeinde Blois
Wappen der Gemeinde Bruyères-sur-Oise

Emblem Hystrix von Joachim Camerarius 1668

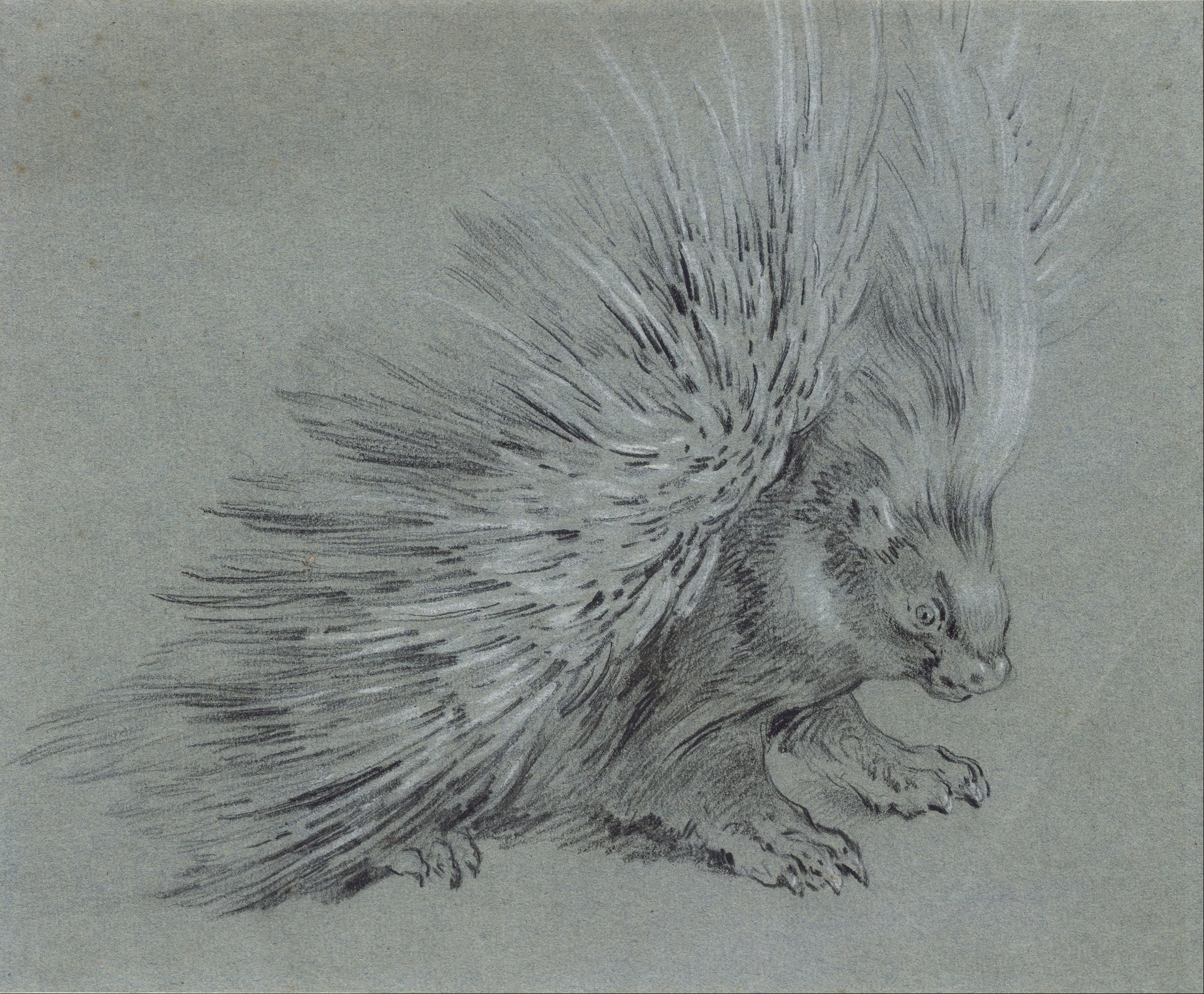
Stachelschwein, Zeichnung von Jean-Baptiste Oudry, 1730er-Jahre

Joachim Camerarius der Ältere übernahm das Stachelschwein und die Krone mit Bezug auf den französischen König sowie den Wahlspruch 1668 „Cominus et eminus“ in seine Emblem-Sammlung Symbola et Emblemata und unterschrieb das Stachelschwein-Emblem mit 

„Cominus ut pugnat jaculis, atque eminus histrix
Rex bonus esto armis consiliisque potens
Histrix“

In seiner deutschen Nachdichtung von 1671 lautet das Epigramm:

„In der Näh’ und auch von Weiten/ Kan ich meinen Feind bestreiten.

Gleich wie das Stachel-Schwein von Nahem und von Weiten/

Mit seinen spitzen Pfeiln die Feinde kan bestreiten/

So sol ein Ober-Herr mit Raht und guten Waffen/

Gerüst und mächtig seyn dem Lande Hülff zu schaffen.“

Wörtlich übersetzt lautet der Zweizeiler: Wie das Stachelschwein im Nah- und Fernkampf mit Stacheln streitet // so sei ein guter König mit Waffen und klugen Überlegungen machtvoll.
Aus den 1730er Jahren ist eine Zeichnung des Malers Jean-Baptiste Oudry bekannt, der ein Stachelschwein mit schwarzer und weißer Kreide auf Karton zeichnete. Ein bekannteres Vorkommen der Stachelschweine in der Neuzeit findet man etwa in der Parabel Die Stachelschweine von Arthur Schopenhauer im Jahr 1851, in der Stachelschweine aufgrund ihres Wärmebedürfnisses die gegenseitige Nähe suchten und zugleich von den jeweiligen Stacheln auf Abstand gehalten werden.
Der deutsche Dichter Christian Morgenstern setzte zu Beginn des 20. Jahrhunderts dem Stachelschwein in seinen Galgenliedern mit dem Gedicht Die Hystrix ein humorvolles Denkmal. Auch hier spielt die Vorstellung eine Rolle, dass das Stachelschwein mit seinen Stacheln schießen kann.
In den 1920er Jahren veröffentlichte der Schriftsteller und Kabarettist Hans Reimann die Zeitschrift Das Stachelschwein. Bezugnehmend auf diese Zeitschrift gründete sich 1949 in Berlin das Kabarett Die Stachelschweine, unter anderem mit den Schauspielern Rolf Ulrich, Alexander Welbat, Klaus Becker und Joachim Teege.
Musikalisch wurde das Stachelschwein 1977 in einem humorvollen Lied von Fredl Fesl verewigt.

## Bedrohung und Schutz

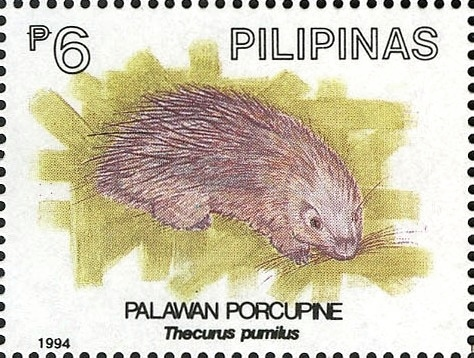
Das Philippinen-Stachelschwein (Hystrix pumila) wird als einzige Art der Stachelschweine von der IUCN als bedroht (vulnerable) eingestuft

Die meisten der Stachelschweinarten werden von der International Union for Conservation of Nature and Natural Resources (IUCN) als „nicht gefährdet“ (least concern) eingeordnet, nur das Philippinen-Stachelschwein (Hystrix pumila) wird aufgrund der starken Bestandsrückgänge und des Verlustes der Lebensräume als bedroht (vulnerable) eingestuft. Dabei sind die Bestandsgrößen und die Bestandsdynamik allerdings ebenso wie die Lebensweise bei allen südostasiatischen Arten unbekannt und Daten kaum verfügbar.
Regional sind teilweise auch die Bestände der weiter verbreiteten Arten gefährdet und sie wurden in einigen Regionen auch unter Schutz gestellt. In Italien sind die heimischen Stachelschweine bereits seit 1978 geschützt. Durch die starke Bejagung sind allerdings auch die Bestände der Afrikanischen Quastenstachler in einigen Gebieten West- und Zentralafrikas stark zurückgegangen, vor allem in Nigeria und in benachbarten Regionen.

## Belege
1. 1 2  Erika L. Barthelmess: Hystrix africaeaustralis. Mammalian Species 788, 2006; S. 1–7. (Volltext; PDF, 374 kB)
2. 1 2 3 4 5  Erika L. Barthelmess: Hystricidae (Old Wold Porcupines). In: Don E. Wilson, T.E. Lacher, Jr., Russell A. Mittermeier (Hrsg.): Handbook of the Mammals of the World: Lagomorphs and Rodents 1. (HMW, Band 6) Lynx Edicions, Barcelona 2016; S. 307. ISBN 978-84-941892-3-4.
3. 1 2 3 4 5 6 7  Erika L. Barthelmess: Hystricidae (Old Wold Porcupines). In: Don E. Wilson, T.E. Lacher, Jr., Russell A. Mittermeier (Hrsg.): Handbook of the Mammals of the World: Lagomorphs and Rodents 1. (HMW, Band 6) Lynx Edicions, Barcelona 2016; S. 304. ISBN 978-84-941892-3-4.
4. 1 2 3 4  Erika L. Barthelmess: Hystricidae (Old Wold Porcupines). In: Don E. Wilson, T.E. Lacher, Jr., Russell A. Mittermeier (Hrsg.): Handbook of the Mammals of the World: Lagomorphs and Rodents 1. (HMW, Band 6) Lynx Edicions, Barcelona 2016; S. 307. ISBN 978-84-941892-3-4.
5. 1 2 3 4 5 6 7  Erika L. Barthelmess: Hystricidae (Old Wold Porcupines). In: Don E. Wilson, T.E. Lacher, Jr., Russell A. Mittermeier (Hrsg.): Handbook of the Mammals of the World: Lagomorphs and Rodents 1. (HMW, Band 6) Lynx Edicions, Barcelona 2016; S. 309. ISBN 978-84-941892-3-4.
6. 1 2 3 4 5 6 7 8 9 10 11 12  D.C.D. Happold: Family Hystricidae (Old Wold Porcupines). In: Jonathan Kingdon, David Happold, Michael Hoffmann, Thomas Butynski, Meredith Happold und Jan Kalina (Hrsg.): Mammals of Africa Volume III. Rodents, Hares and Rabbits. Bloomsbury, London 2013, S. 671; ISBN 978-1-4081-2253-2.
7. 1 2  Erika L. Barthelmess: Hystricidae (Old Wold Porcupines). In: Don E. Wilson, T.E. Lacher, Jr., Russell A. Mittermeier (Hrsg.): Handbook of the Mammals of the World: Lagomorphs and Rodents 1. (HMW, Band 6) Lynx Edicions, Barcelona 2016; S. 310. ISBN 978-84-941892-3-4.
8. ↑  Erika L. Barthelmess: Hystricidae (Old Wold Porcupines). In: Don E. Wilson, T.E. Lacher, Jr., Russell A. Mittermeier (Hrsg.): Handbook of the Mammals of the World: Lagomorphs and Rodents 1. (HMW, Band 6) Lynx Edicions, Barcelona 2016; S. 311. ISBN 978-84-941892-3-4.
9. ↑  Hesham M. Sallam, Erik R. Seiffert, Michael E. Steiper, Elwyn L. Simons: Fossil and molecular evidence constrain scenarios for the early evolutionary and biogeographic history of hystricognathous rodents. In: Proceedings of the National Academy of Sciences. 106. Jahrgang, Nr. 39, 29. September 2009, S. 16722–16727, doi:10.1073/pnas.0908702106, PMID 19805363 (pnas.org).
10. 1 2 3 4  Erika L. Barthelmess: Hystricidae (Old Wold Porcupines). In: Don E. Wilson, T.E. Lacher, Jr., Russell A. Mittermeier (Hrsg.): Handbook of the Mammals of the World: Lagomorphs and Rodents 1. (HMW, Band 6) Lynx Edicions, Barcelona 2016; S. 313. ISBN 978-84-941892-3-4.
11. 1 2 3  Erika L. Barthelmess: Hystricidae (Old Wold Porcupines). In: Don E. Wilson, T.E. Lacher, Jr., Russell A. Mittermeier (Hrsg.): Handbook of the Mammals of the World: Lagomorphs and Rodents 1. (HMW, Band 6) Lynx Edicions, Barcelona 2016; S. 315. ISBN 978-84-941892-3-4.
12. 1 2 3 4 5 6  Erika L. Barthelmess: Hystricidae (Old Wold Porcupines). In: Don E. Wilson, T.E. Lacher, Jr., Russell A. Mittermeier (Hrsg.): Handbook of the Mammals of the World: Lagomorphs and Rodents 1. (HMW, Band 6) Lynx Edicions, Barcelona 2016; S. 320. ISBN 978-84-941892-3-4.
13. 1 2 3  Erika L. Barthelmess: Hystricidae (Old Wold Porcupines). In: Don E. Wilson, T.E. Lacher, Jr., Russell A. Mittermeier (Hrsg.): Handbook of the Mammals of the World: Lagomorphs and Rodents 1. (HMW, Band 6) Lynx Edicions, Barcelona 2016; S. 321. ISBN 978-84-941892-3-4.
14. 1 2 3  Erika L. Barthelmess: Hystricidae (Old Wold Porcupines). In: Don E. Wilson, T.E. Lacher, Jr., Russell A. Mittermeier (Hrsg.): Handbook of the Mammals of the World: Lagomorphs and Rodents 1. (HMW, Band 6) Lynx Edicions, Barcelona 2016; S. 316. ISBN 978-84-941892-3-4.
15. 1 2 3  Erika L. Barthelmess: Hystricidae (Old Wold Porcupines). In: Don E. Wilson, T.E. Lacher, Jr., Russell A. Mittermeier (Hrsg.): Handbook of the Mammals of the World: Lagomorphs and Rodents 1. (HMW, Band 6) Lynx Edicions, Barcelona 2016; S. 317. ISBN 978-84-941892-3-4.
16. 1 2  Atherurus africanus in der Roten Liste gefährdeter Arten der IUCN 2017.2. Eingestellt von: M. Hoffmann, N. Cox, 2008. Abgerufen am 28. September 2017.
17. 1 2  Erika L. Barthelmess: Hystricidae (Old Wold Porcupines). In: Don E. Wilson, T.E. Lacher, Jr., Russell A. Mittermeier (Hrsg.): Handbook of the Mammals of the World: Lagomorphs and Rodents 1. (HMW, Band 6) Lynx Edicions, Barcelona 2016; S. 318. ISBN 978-84-941892-3-4.
18. ↑  Erika L. Barthelmess: Hystricidae (Old Wold Porcupines). In: Don E. Wilson, T.E. Lacher, Jr., Russell A. Mittermeier (Hrsg.): Handbook of the Mammals of the World: Lagomorphs and Rodents 1. (HMW, Band 6) Lynx Edicions, Barcelona 2016; S. 314. ISBN 978-84-941892-3-4.
19. 1 2 3  Erika L. Barthelmess: Hystricidae (Old Wold Porcupines). In: Don E. Wilson, T.E. Lacher, Jr., Russell A. Mittermeier (Hrsg.): Handbook of the Mammals of the World: Lagomorphs and Rodents 1. (HMW, Band 6) Lynx Edicions, Barcelona 2016; S. 319. ISBN 978-84-941892-3-4.
20. ↑  Antonio Felicioli, Antonella Grazzini, Luciano Santini: The mounting and copulation behaviour of the crested porcupine Hystrix cristata. Italian Journal of Zoology 64 (2), 1997; S. 155–161. doi:10.1080/11250009709356189.
21. ↑  Emiliano Mori, Ivan Maggini, Mattia Menchetti: When quills kill: the defense strategy of the crested porcupine Hystrix cristata L., 1758. Mammalia 78 (2), 2014. doi:10.1515/mammalia-2013-0126, Volltext.
22. ↑  Edwin H. Colbert: Two new rodents from the lower Siwalik beds in India. American Museum Novitates 633, 10. Juni 1933; S. 1–6. Volltext.
23. 1 2 3  Pierre Mein, Martin Pickford: Vallesian rodents from Sheikh Abdallah, Western Desert, Egypt. Historical Biology: An International Journal of Paleobiology 22 (Nos. 1–3), 2010; S. 224–259, Beschreibung von Atherurus endet auf 250–251. doi:10.1080/08912961003644104
24. 1 2  Ara Monadjem, Peter J. Taylor, Christiane Denys, Fenton P.D. Cotterill: Ctenohystrica diversification in Africa. In: Monadjem et al. (Hrsg.): Rodents of Sub-Saharan Africa: A biogeographic and taxonomic synthesis. Walter de Gruyter, 2015; S. 9–10.
25. ↑  D. J. van Weers: A taxonomic revision of the Pleistocene Hystrix (Hystricidae, Rodentia) from Eurasia with notes on the evolution of the family. Contributions to Zoology 74 (3/4), 2005, S. 301–312 (doi:10.1163/18759866-0740304007)
26. ↑  Yaroslav V. Kuzmin, Pavel A. Kosintsev, Sergei K. Vasiliev, Tatyana V. Fadeeva, Gregory W. L. Hodgins: The northernmost and latest occurrence of the fossil porcupine (Hystrix brachyura vinogradovi Argyropulo, 1941) in the Altai Mountains in the Late Pleistocene (ca. 32,000–41,000 cal BP).Quaternary Science Reviews 161, 2017, S. 117–122.
27. 1 2  Lutz Maul: Erster Nachweis von Hystrix in der Pleistozän-Fundstelle Burgtonna (Thüringen, Mitteldeutschland). Säugetierkundliche Informationen 3, 1994, S. 673–682
28. ↑  Cajus Godehard Diedrich: Late Pleistocene Hystrix (Acanthion) brachyura Linnaeus 1758 from the Fuchsluken Cave Near Saalfeld (Thuringia, Germany) – A Porcupine and Hyena Den and Contribution to their Palaeobiogeography in Europe. The Open Paleontology Journal 2, 2009 ()
29. ↑  Lutz Maul: Oberpleistozäne Einwanderung von Hystrix nach Mitteleuropa. Jahrestagung der Deutschen Gesellschaft für Säugetierkunde September 1994, Zeitschrift für Säugetierkunde 4, 1995, S. 30
30. ↑  Erika L. Barthelmess: Hystricidae (Old Wold Porcupines). In: Don E. Wilson, T.E. Lacher, Jr., Russell A. Mittermeier (Hrsg.): Handbook of the Mammals of the World: Lagomorphs and Rodents 1. (HMW, Band 6) Lynx Edicions, Barcelona 2016; S. 305. ISBN 978-84-941892-3-4.
31. 1 2 3  Carolina M Voloch, Julio F Vilela, Leticia Loss-Oliveira, Carlos G Schrago: Phylogeny and chronology of the major lineages of New World hystricognath rodents: insights on the biogeography of the Eocene/Oligocene arrival of mammals in South America. BMC Research Notes 6, 2013; S. 160. doi:10.1186/1756-0500-6-160.
32. 1 2 3  Nathan S. Upham, Bruce D. Patterson: Evolution of the caviomorph rodents: a complete phylogeny and timetree of living genera. In: A. I. Vassallo, D. Antenucci: Biology of caviomorph rodents: diversity and evolution. SAREM Series A – Mammalogical Research Vol. 1, Buenos Aires 2015; S. 63–120. (Volltext auf ResearchGate; abgerufen am 2. September 2017).
33. ↑  D. Huchon, E.J. Douzery: From the Old World to the New World: a molecular chronicle of the phylogeny and biogeography of hystricognath rodents. Molecular Phylogenetics and Evolution 20 (2), 2001; S. 238–251. doi:10.1006/mpev.2001.096.
34. 1 2  J.J. Rovie-Ryan, F.A. Anwarali Khan, Z.Z. Zainuddin, A. H. Ahmad, M. Gani, A. M. Julaihi, S. Saaban: Molecular Phylogeny of the Old World Porcupines (Family Hystricidae) using Mitochondrial Cytochrome B Gene. Journal of Sustainability Science and Management 12 (1), Juni 2017; S. 1–11. (Volltext).
35. ↑  Carl von Linné: Systema naturae. 10. Auflage, 1758; Band 1, S. 56–57 (Digitalisat).
36. ↑  Michelle Schenck, Ernestine Nsame Effa, Malcolm Starkey, David Wilkie, Kate Abernethy, Paul Telfer, Ricardo Godoy, Adrian Treves: Why People Eat Bushmeat: Results From Two-Choice, Taste Tests in Gabon, Central Africa. Human Ecology, 2006. doi:10.1007/s10745-006-9025-1, Volltext.
37. ↑  Ferran Jori, Manel Lopez-Béjar, Patrick Houben: The biology and use of the African brush-tailed porcupine (Atherurus africanus, Gray, 1842) as a food animal. A review. Biodiversity & Conservation 7 (11), 1998; S. 1417–1426. doi:10.1023/A:1008853113835
38. ↑  Emma G.E. Brooks, Scott I. Roberton, Diana J. Bell: The conservation impact of commercial wildlife farming of porcupines in Vietnam. Biological Conservation 143 (11), November 2010; S. 2808–2814. doi:10.1016/j.biocon.2010.07.030.
39. ↑  Felsmalereien auf der Website des Trust for African Rock Art, Abb. 9; abgerufen am 6. Okt. 2020.
40. ↑  David Coulson, Alec Campbell: Afrikanische Felsenbilder. Malereien und Gravuren auf Stein. Weingarten, 2001, S. 1–256 (S. 94).
41. ↑  Ägyptisches Museum und Papyrussammlung. "ÄM 1132: Relief aus dem Grab des Pehenuka: verschiedene Wüstentiere (u. a. Stachelschwein)" zuletzt bearbeitet 2021-11-02.
42. ↑  Jean Marie Allman: The Youngmen and the Porcupine: Class, Nationalism and Asante’s Struggle for Self-Determination, 1954–57. Journal of African History 31, 1990; S. 263–279. (Volltext)
43. ↑  Moses Olanre Adeola: Importance of Wild Animals and Their Parts in the Culture, Religious Festivals, and Traditional Medicine, of Nigeria. Environmental Conservation 19 (2), 1992; S. 125–134. doi:10.1017/S0376892900030605.
44. ↑  Robert Pool: On the creation and dissolution of ethnomedical systems in the medical ethnography of Africa. Cambridge Core 64 (1), 1994; S. 1–20. doi:10.2307/116109.
45. ↑  Aristoteles, Historia animalium 1,6; 6,30.
46. ↑  August Steier: Stachelschwein. In: Paulys Realencyclopädie der classischen Altertumswissenschaft (RE). Band III A,2, Stuttgart 1929, Sp. 1927–1929.
47. ↑  Clara Wille: Quelques observations sur le porc-épic et le hérisson dans la littérature et l'iconographie médiévale. In: Reinardus: Yearbook of the International Reynard Society. Band 17, 2004, S. 181–201, hier S. 187 f.
48. ↑  Claudian, carmina minora 9, Vers 1–48, hier V. 41f., hier zitiert nach der Übersetzung von Georg von Wedekind: Dichtungen des Claudius Claudianus, Darmstadt 1868, S. 352f., hier S. 353.
49. ↑  Otto Keller: Die antike Tierwelt. Band 1: Säugetiere. Verlag von Wilhelm Engelmann, Leipzig 1909. (Digitalisat).
50. ↑  Zum Feldzeichen der Prätorianer siehe Friedrich Gustav Habel: Über die Feldzeichen des römischen Heeres, insbesondere die Cohortenzeichen der XXII. Legion. In: Annalen des Vereins für nassauische Altertumskunde und Geschichtsforschung. Band 2, Nummer 3, 1837, S. 98–269, hier S. 205 (Digitalisat).
51. ↑  In der Vulgata. Im hebräischen Original Psalm 104, Vers 18 ist ursprünglich der Klippschliefer gemeint.
52. ↑  Übersetzung nach Roger Bacon: Kompendium für das Studium der Philosophie. Meiner Verlag, 2015; S. 239, Anm. 274. (Google Books)
53. ↑  Schweine in einer Interpretation von Hieronymus Bosch "Der Garten der Lüste" eines Seminars in der Älteren Deutschen Literatur an der Universität Bayreuth im Wintersemester 2003/2004 und einem zweiten Seminar in der Älteren Deutschen Literatur und Sprache an der Freien Universität Berlin im Wintersemester 2012/2013; abgerufen am 4. September 2017.
54. ↑  Clara Wille: Quelques observations sur le porc-épic et le hérisson dans la littérature et l'iconographie médiévale. In: Reinardus: Yearbook of the International Reynard Society. Band 17, 2004, S. 181–201, hier S. 182–184.
55. 1 2 3  Emblematik auf der Website der Schweizerischen Gesellschaft für Symbolforschung, letztes Update 17. März 2017; abgerufen am 18. September 2017.
56. ↑  Nicole Hochner: Louis XII and the porcupine: transformations of a royal emblem. Renaissance studies 15 (1), März 2001; S. 17–36. doi:10.1111/1477-4658.00354.
57. 1 2  Joachim Camerarius: Symbola et Emblemata: Cent. quatuor. II Moguntia, 1668; S. 168. (Digitalisat).
58. ↑  Christian Morgenstern: Alle Galgenlieder. 1. Auflage. Insel, Wiesbaden 1972, ISBN 3-458-31706-6, S. 78.
59. ↑  Fredl Fesl - Das Stachelschwein. Abgerufen am 21. September 2018.